# رضا پهلوی
رضا پهلوی (زادهٔ ۹ آبان ۱۳۳۹)، فعال سیاسی و فرزند ارشد آخرین پادشاه ایران، محمدرضا پهلوی و آخرین شهبانو ایران، فرح پهلوی است که از ۴ آبان ۱۳۴۶ تا ۲۲ بهمن ۱۳۵۷ واپسین ولیعهد سلطنت مشروطه ایران بود و با عنوان رسمی والاحضرت همایون ولایتعهد خطاب می‌شد.
او درحالی‌که هفت سال داشت به ولیعهدی ایران رسید و وارث بلافصل پادشاهی ایران شد؛ اما در پی وقوع انقلاب ۱۳۵۷ به همراه خانواده‌اش مجبور به ترک ایران شد. از آن پس او به عنوان فعال سیاسی و یکی از مخالفان برجسته نظام جمهوری اسلامی ایران شناخته می‌شود. رضا پهلوی هدف اصلی فعالیت‌های سیاسی خود را رسیدن ایران به یک مردم‌سالاری سکولار پارلمانی، حقوق بشر، جدایی دین از حکومت، حق مردم برای تعیین شکل نظام سیاسی از طریق یک انتخابات آزاد و حفظ تمامیت ارضی اعلام کرده است.
به گزارش روزنامه دیلی تلگراف، رضا پهلوی از حمایت گسترده‌ای برخوردار است و منتقدان اذعان می‌کنند که وی برنامه‌ای برای تغییر اوضاع در ایران دارد و از شهرت عمومی در داخل و خارج از کشور بهره‌مند است.

## کودکی و ولیعهدی

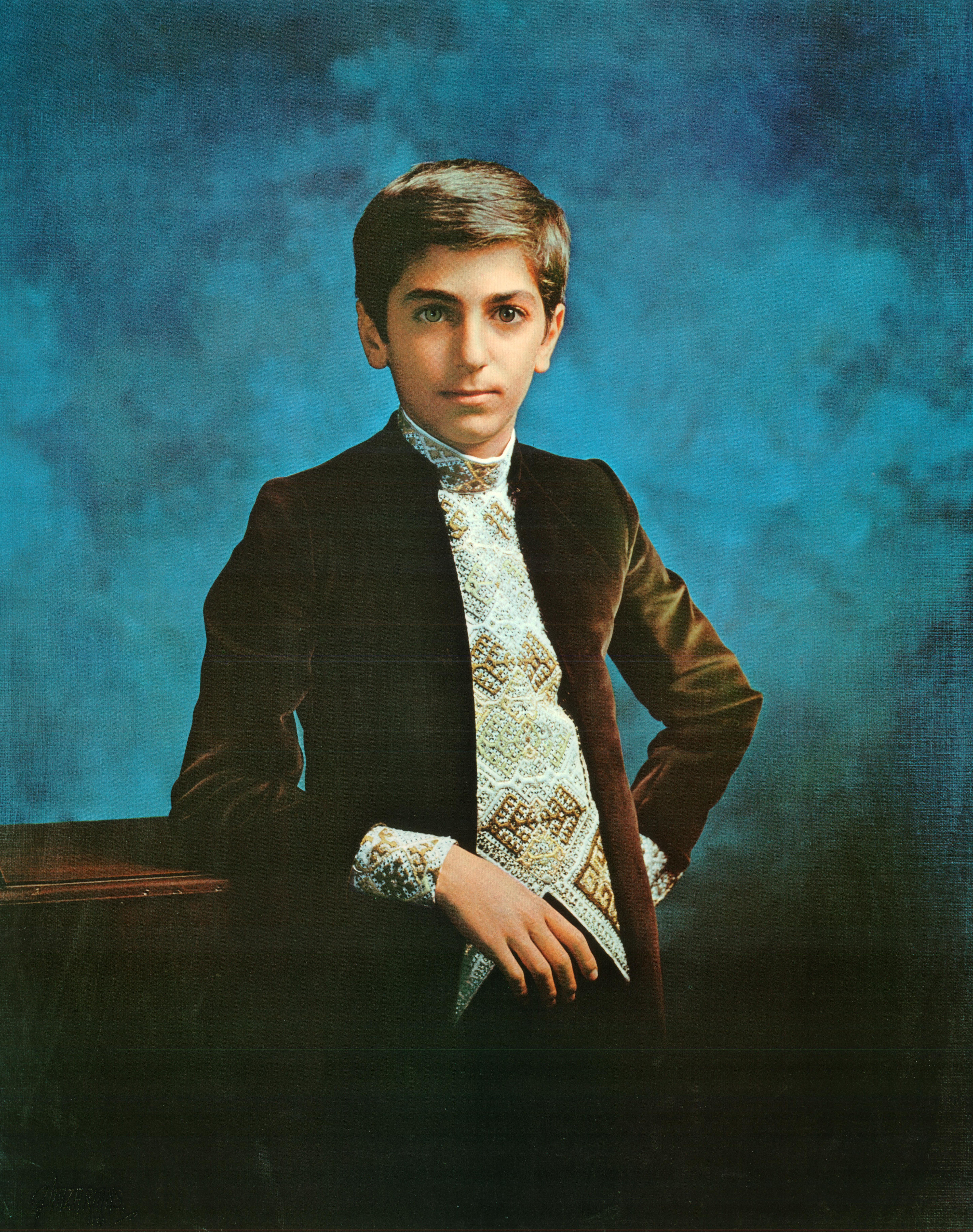
نگاره‌ای از رضا پهلوی در سن سیزده سالگی در سال ۱۹۷۳

رضا پهلوی فرزند ارشد آخرین پادشاه ایران، محمدرضا پهلوی و آخرین شهبانو ایران، فرح پهلوی است. او نخستین فرزند پسر محمدرضا پهلوی و مطابق قانون اساسی مشروطه، ولیعهد ایران بود. او برادر بزرگ‌تر فرحناز، علیرضا و لیلا و برادر کوچک‌تر و ناتنی شهناز است.

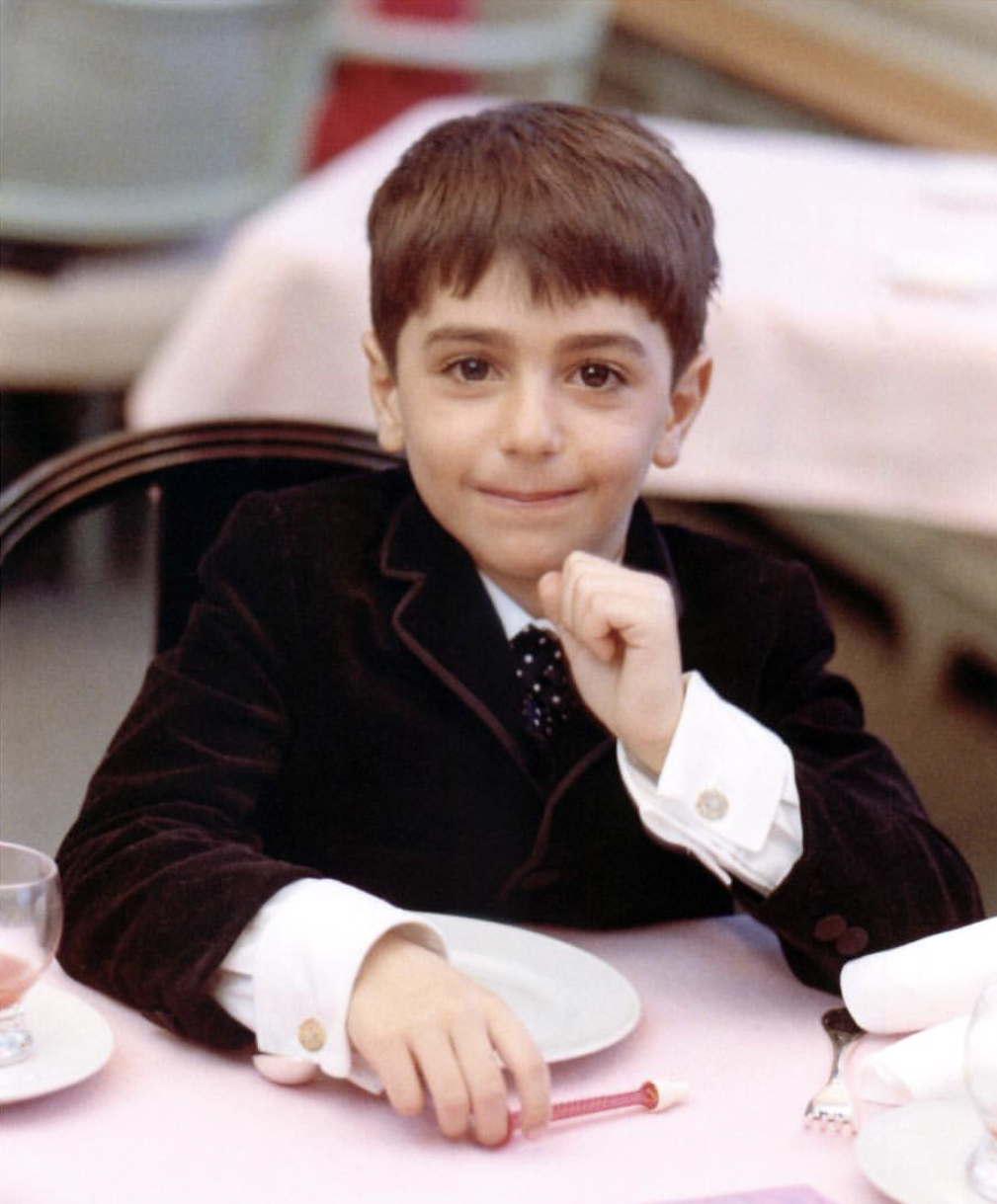
رضا پهلوی ولیعهد در سن ۷ سالگی در سال ۱۳۴۶

از آنجایی که شاه ایران، در پی دو ازدواج قبلی‌اش، نتوانسته بود فرزند پسر داشته باشد، تولد رضا پهلوی برای شاهنشاهی ایران اتفاق بسیار مهمی تلقی می‌شد و دولت وقت سالروز تولد او را در دوره پهلوی گرامی می‌داشت؛ زیرا مطابق قانون اساسی مشروطه فرزند ذکور به عنوان ولیعهد، تداوم دهنده سلطنت محسوب می‌شد.
رضا پهلوی در حالی که شش سال داشت که به کاخ اختصاصی خود راه یافت. کاخ وی، بنای قدیمی و کوچک کوشک احمدشاهی واقع در مجموعه نیاوران بود که پیش از نقل مکان رضا پهلوی کاملاً بازسازی شد. در آن جا وی تحت نظر یک معلم فرانسوی به نام مادمازل ژوئل فوبه و چند آجودان قرار گرفت.
یک سال بعد و در سن ۷ سالگی، محمدرضا پهلوی تاج ولیعهدی را بر سر او نهاد. با این کار، او رسماً بر اساس قانون اساسی مشروطه ولیعهد ایران شد. مراسم تاجگذاری در کاخ گلستان برگزار شد.
هنگامی که رضا پهلوی به سیزده سالگی رسید، محمدرضا پهلوی شخصاً پرواز را به او آموخت.

## نوجوانی و تحصیلات
در تاریخ ۲۳ اسفند ۱۳۵۶ رضا پهلوی، در محل پایگاه چهارم شکاری دزفول، نخستین پرواز انفرادی خود را با جنگندهٔ اف-۵ انجام داد.
پهلوی در ۱۷ سالگی برای تحصیلات نظامی ایران را به مقصد آمریکا ترک کرد. او دورهٔ پیشرفتهٔ خلبانی جت‌های جنگنده را در پایگاه نیروی هوایی ریس در لاباک، تگزاس گذراند. در جریان انقلاب ایران در سال ۱۳۵۷، رضا پهلوی ۱۸ سال داشت و به تازگی موفق به اخذ دیپلم متوسطه شده بود و در حال انجام دوره آموزشی پرواز با جنگندهٔ اف-۱۶ در ایالات متحده بود. با وقوع انقلاب، رضا پهلوی دیگر نتوانست به ایران بازگردد.
پهلوی در سپتامبر ۱۹۷۹/شهریور ۱۳۵۸ تحصیلات دانشگاهی خود را با ورود به کالج ویلیامز واقع در ویلیامزتاون، ماساچوست، آمریکا آغاز کرد. خانواده او نیز در همین منطقه غرب ماساچوست و جنوب ورمانت ساکن شدند و شروع به تحصیل کردند. در این زمان پدرش در تبعید و بیمار بود. پهلوی در زمان وفات پدرش همراه او بود و او در تحصیلاتش وقفه انداخت تا تصمیمات سیاسی بگیرد. پس از درگذشت محمدرضا پهلوی، در سال ۱۹۸۰ رضا پهلوی از کالج ویلیامز ترک تحصیل کرد، و در دانشگاه آمریکایی قاهره به عنوان دانشجوی علوم سیاسی ثبت نام کرد، اما حضور او در دانشگاه نامنظم بود. او به تنهایی به مراکش نقل مکان کرد و به‌طور مکاتبه‌ای در دانشگاه کالیفرنیای جنوبی در آمریکا، به تحصیل پرداخت و در سال ۱۹۸۵ مدرک کارشناسی خود را در رشته علوم سیاسی دریافت کرد.

## فعالیت‌های سیاسی

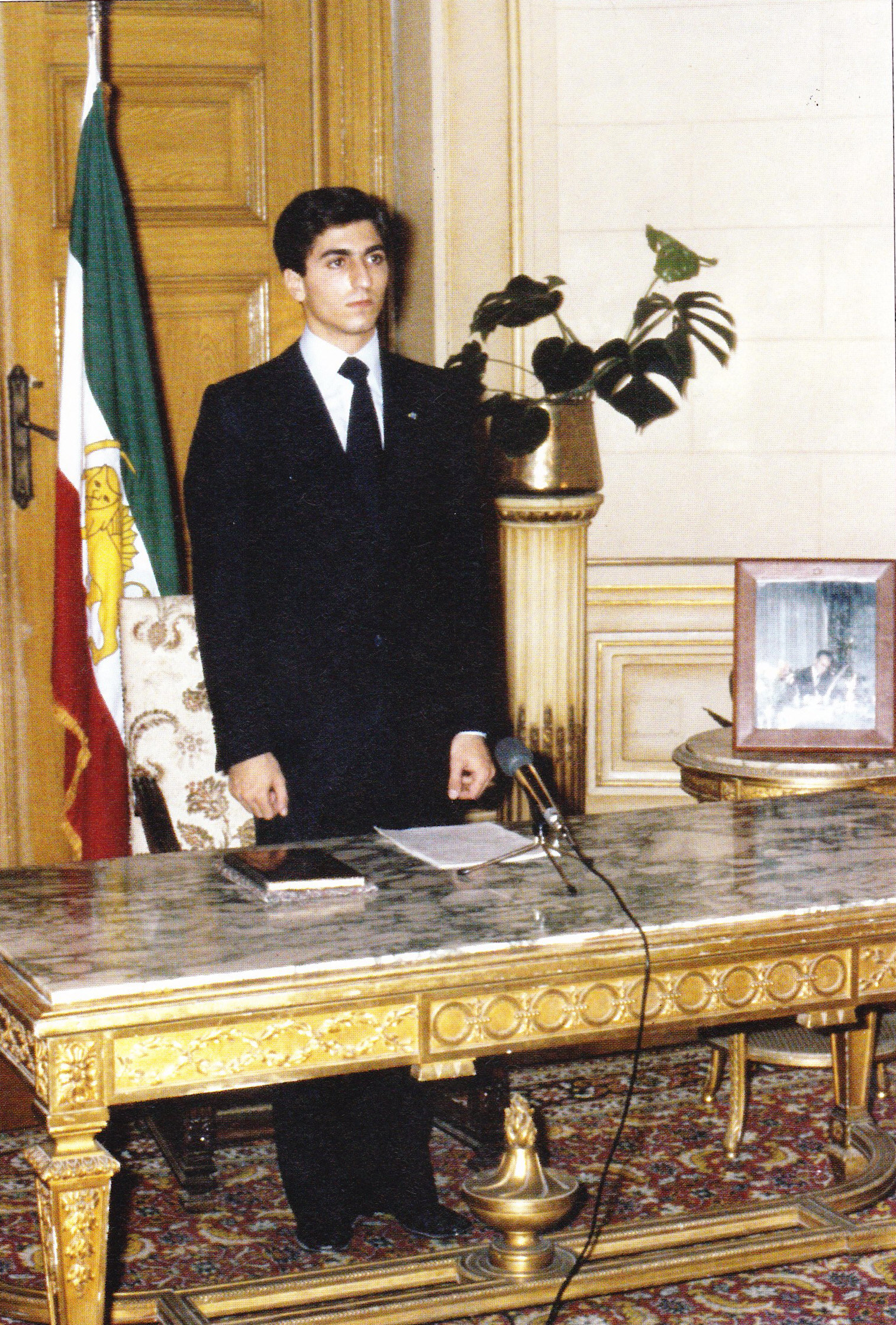
رضا پهلوی، در ۳۱ اکتبر ۱۹۸۰ پس از رسیدن به بیست سالگی در حال قسم یاد کردن در برابر قرآن برای نگاهبانی قانون اساسی مشروطه مبنی بر «مبارزه با جمهوری اسلامی و روح‌الله خمینی» و آغاز فعالیت‌های سیاسی

رضا پهلوی به عنوان یکی از رهبران اصلی اپوزیسیون ایران شناخته می‌شود. وی، مهم‌ترین هدف از فعالیت‌های سیاسی خود را «برپایی نظامی سکولار و مردم‌سالار در ایران» می‌داند. او همواره به عنوان یک شهروند ایرانی در خارج از کشور به مبارزه سیاسی برای حقوق بشر و دموکراسی در ایران و تلاش برای اتحاد بین ایرانیان داخل و خارج از کشور پرداخته است.

### دهه ۱۳۶۰–۱۳۷۰
رضا پهلوی، فعالیت‌های سیاسی خود را بلافاصله پس از مرگ پدرش در مرداد ۱۳۵۹ آغاز کرد. او در آغاز جنگ ایران و عراق طی نامه‌ای به نیروی هوایی ایران، پیشنهاد کرده بود تا به عنوان خلبان جنگنده در جنگ ایران و عراق شرکت کند، که مقامات وقت ایران این تقاضا را بی‌پاسخ گذاشتند.
او در ۹ آبان ۱۳۵۹ / ۳۱ اکتبر ۱۹۸۰، بیست ساله شد و قادر شد بنا بر قانون اساسی مشروطه نسبت به سلطنت در ایران ادعا کند. او که در آن زمان دانشجوی دانشگاه آمریکایی قاهره بود، در مراسمی در قصر قبه در قاهره خود را شاه ایران اعلام کرد و عنوان رضا شاه دوم را برای خود اختیار کرد. یک قرآن در برابر او و پرچم شاهنشاهی ایران پشت او قرار داشت، و او در یک سخنرانی ده دقیقه‌ای حکومت خمینی را کابوسی خواند که باید اطمینان داشت همچون «بقیه در تاریخ ما گذر خواهد کرد» و از ایرانیانی که توسط جوخه‌های آتش خمینی و نیز در جنگ ایران و عراق کشته شدند به عنوان «شهید» تجلیل کرد.
او در ماه مارس همان سال بیانیه‌ای برای سال نو ایرانی صادر کرد و از همه مخالفان حکومت ایران خواست که پشت سر او متحد شوند و «مقاومت ملی» به راه بیاندازند. اما با برکناری ابوالحسن بنی‌صدر و ترور ده‌ها تن از مقامات از جمله محمد بهشتی رئیس‌جمهور در ژوئن، سکوت اختیار کرد و هیچ واکنشی نشان نداد. در طول سال ۱۹۸۱، او در قصر قبه ماند و روابط نزدیکی با گروه‌های طرفدار سلطنت برقرار کرد و در عین حال با مخالفت سایر گروه‌های مخالف، از جمله مخالفان جناح چپ، مواجه شد. در ماه اوت، پهلوی اعلام کرد که مخفیانه برای سرنگونی حکومت ایران برنامه‌ریزی کرده است و اظهار داشت: «تاکنون حاضر نبودم از وجود برنامه‌های هماهنگ برای اینکه نمی‌خواهم جان تعدادی از بهترین فرزندانمان را به خطر بیندازم، رونمایی کنم. بسیاری از اقدامات ما برای شما ناشناخته بوده است، اما می‌خواهم به شما اطمینان دهم که اقدامات لازم برای نجات ایران به بهترین نحو انجام می‌شود.» انور سادات رئیس‌جمهور مصر یک ایستگاه رادیویی در اختیار او قرار داده بود.
یک سال بعدپهلوی مدتی به رباط، مراکش نقل مکان کرد. پادشاه مراکش یکی از قصرهای خود در آنجا را در اختیار او و گروه کوچکی از خادمان و نظامیان قرار داد و او در آنجا در حال ریختن طرحی ناممکن برای بازگشت به قدرت در تهران بود. در این زمان حمله عراق به ایران ایرانیان را پشت خمینی متحد کرده بود و اپوزیسیون دچار چنددستگی بود و از حمایت چندانی در تهران برخوردار نبود، بازگشت پهلوی به قدرت نامحتمل به نظر می‌رسید.

#### پیشنهاد کودتا به رضا پهلوی
در فوریه ۱۹۸۲، یاکوف نیمرودی تاجر و مأمور اطلاعاتی اسرائیلی در برنامه پانورامای بی‌بی‌سی ظاهر شد، از اهمیت استراتژیک ایران گفت، شاه را ستود و آشکارا غرب را به سرنگونی خمینی و اعاده سلطنت به ایران فراخواند. پهلوی چند روز بعد به او زنگ زد و او را به مراکش دعوت کرد. نیمرودی و آدولف شویمر در تابستان ۱۹۸۲ به رباط رفتند و ظرف سه روز گفتگو با پهلوی و سپهبد سعید رضوانی طرح کودتایی برای به قدرت رساندن پهلوی در ایران ریخته شد. به نوشته دنیل راویو و یوسی ملمن، پهلوی و همراهانش به آنها گفتند حمایت مالی برای خرید تسلیحات و پرداخت حقوق یک نیروی مزدبگیر تنها چیزی است که برای سرنگونی آیت الله‌ها لازم است. نیمرودی و شویمر به‌طور جدی نسبت به موفقیت چنین طرحی اعتقاد داشتند و به همراه دو ژنرال سابق ایرانی از جمله رضوانی در سپتامبر ۱۹۸۲ با عجله به اسرائیل بازگشتند تا با آریل شارون وزیر دفاع دربارهٔ آن سخن بگویند. آنها در بازگشت دوستشان عدنان خاشقجی، تاجر عربستان سعودی را در جریان گذاشتند. پس از یک رشته تماس‌های بین‌المللی گروه بزرگتری از طرح ریزان با حضور افرادی چون جعفر نمیری، رئیس‌جمهور سودان، شارون، نمرودی و شویمر، در تفریحگاه خاشقجی در کنیا گرد هم آمدند. خاشقجی اعلام کرد ملک فهد پادشاه عربستان سعودی موافقت کرده تا ۸۰۰ میلیون دلار و در صورت لزوم تا یک میلیارد دلار پشتیبانی مالی را فراهم کند. قرار بود اسرائیل سلاح‌ها را که نه تنها تفنگ و گلوله بلکه تانک، هواپیمای جنگی و موشک بود را مهیا کند و این زرادخانه در سودان ساخته شود. قرار بود رضا پهلوی و ژنرال‌های در تبعیدش این تسلیحات را دریافت کنند و کودتایی علیه خمینی انجام دهند. موساد از این جلسه کنار گذاشته شده بود، ولی تحلیلگران آن نسبت به این پروژه ایرانی-سودانی دغدغه‌های جدی داشتند. موساد معتقد بود رضا پهلوی و ژنرال‌های بی قدرتش مردانی هستد که دوران آنها به سر آمده. از نظر آنان یک حمله زمینی در مقیاس کوچک به ایران، که در آن زمان داشت ارتش عظیم عراق را پس می‌زد، به احتمال زیاد موفق نمی‌بود. اسحاق شامیر، وزیر وقت امور خارجه و از کهنه کاران موساد نیز نسبت به شرکای عرب اعتمادی نداشت. اسحاق خوفی اداره کننده وقت موساد این را ایده بدی برای اسرائیل و موساد دانست. او یکی از جاسوسان ارشد اسرائیل را برای دیدار با پهلوی به مراکش فرستاد، که به پهلوی گفت «من از سوی بالاترین حلقه‌ها در اسرائیل اجازه دارم به شما بگویم اسرائیلی‌هایی که با شما دیدار کردند نماینده مجاز ما نیستند. آنها فقط شما را به دردسر می‌اندازند. لطفاً در آینده مستقیماً با ما هماهنگ کنید، گرچه این برنامه سودان به نفع ما نیست.» بدین ترتیب این برنامه با شکست رو به رو شد. به موازات این طرح برنامه پنتاگون و وزارت امور خارجه آمریکا نیز با کارشکنی سیا به شکست انجامید. پس از استعفای شارون پس از کشتار صبرا و شتیلا، مقامات بعدی اسرائیل نسبت به آن بی علاقه بودند: به گفته ساموئل سگف، این طرح ابتدائاً مورد تأیید سیا و کابینه اسرائیل بود، اما پس از این که مناخیم بگین در سال ۱۹۸۳ استعفا داد و رهبری جدید «به این فکر افتاد که اسرائیل نباید درگیر ماجراجویی جدیدی شود»، این طرح کنار گذاشته شد. پهلوی در رباط با مأموران اطلاعاتی آمریکا ارتباط مستمر داشت. : ۱۲۳  او در رباط با کیسی دیدار کرد و آنچه او «همکاری متقابل اطلاعاتی …برای منافع متقابل» خواند بین آنان آغاز شد. : ۲۷۲–۲۷۵ 

#### همکاری با سیا
پس از مراکش او به پاریس، و نهایتاً در سال ۱۹۸۴ به حومه واشینگتن دی سی در شمال ویرجینیای آمریکا عزیمت کرد. به نوشته کنت تیمرمن، کیسی و مایکل دیور قائم مقام رئیس ستاد کارکنان کاخ سفید در ژانویه ۱۹۸۳ در باشگاه چوی چیس در بیرون واشینگتن دی سی با رضا پهلوی بیست و دو ساله دیدار کردند. او از ضعف حکومت اسلامی، بحران اقتصادی فزاینده، و فرصتی که این مسئله برای برقراری دوباره سلطنت فراهم می‌کرد صحبت کرد. این برنامه‌ها خیالی بود و او در آن زمان حمایتی در ایران نداشت. پهلوی پیشنهاد کرد سیا به او در چارچوب نقشه ای برای بازگرداندن او به قدرت برای تأمین بودجه شبکه ای از مأموران اطلاعاتی سابق ایرانی برای جمع‌آوری اطلاعات درون ایران کمک کند. کیسی و دولت آمریکا با وجود عدم محبوبیت پهلوی در ایران در آن زمان پذیرفتند برای حمایت از تلاشهای پهلوی به او ماهیانه مبلغی پرداخت کنند. به نوشته تیمرمن شهریار آهی که در آن زمان به کیسی نزدیک بود سعی داشت رضا پهلوی را به یک رهبر شجاع مقاومت تبدیل کند که در این تلاش ناکام ماند. پهلوی پول گرفتن از سیا را انکار کرد ولی به گفته مشاورش این مقرری گاه تا ۱۵۰٬۰۰۰ دلار در ماه هم می‌رسیده.: ۲۷۴  او در سال ۱۹۸۵ به مشاور نزدیک آن زمانش، احمدعلی مسعود انصاری، مأموریت داد ۹ جریب فرنگی زمین در گریت فالز، ویرجینیا در حومه ده مایلی واشینگتن، دی سی بخرد. او در آنجا عمارتی ۳٫۲ میلیون دلاری بنا کرد که قصر در تبعید او شد. او در سال ۱۹۸۷ به این خانه بین مک‌لین و گریت فالز نقل مکان کرد. دلیل نقل مکان او به این محل سیاسی بود؛ تا او به لانگلی، مقر سیا که از آن در آن زمان ماهیانه مقرری دریافت می‌کرد نزدیک باشد. تصویر بزرگ او با نوشته «امید دموکراسی در ایران» بر دیوار بخش ایران لنگلی قرار داشت.
سیا در ساعت ۹ شب ۵ سپتامبر سال ۱۹۸۶ سیگنال‌های تلویزیونی ایران را مسدود کرد و یک سخنرانی یازده دقیقه‌ای از رضا پهلوی را که در آن زمان در شمال ویرجینیا ساکن بود : ۲۷۲–۲۷۵  از دو شبکه تلویزیون ایران برای گیرنده‌ها در ایران پخش کرد. او در این سخنرانی وعده داد: «من باز خواهم گشت.» مشخص نیست پهلوی از این که این عملیات توسط سیا انجام شده مطلع بوده باشد. در همان زمان الیور نورث در حال مذاکرات تبادل اسلحه با ایران در چارچوب پروژه ایران-کنترا بود و این عملیات خشم مذاکره‌کنندگان ایرانی را برانگیخت. : ۲۷۲–۲۷۵  تبعیدیان ایرانی برای سیا چندان قابل استفاده از آب در نیامدند، و مسئولین سیا با سوء ظن قابل توجهی به آنان می‌نگریستند. : ۷۷  خانه او در ویرجینیا تبدیل به پایگاهی سیاسی شد که پهلوی و انصاری در آن افراد را به حضور می‌پذیرفتند و همچون یک دادگاه در اختلافات تبعیدیان مقیم واشینگتن میانجیگری می‌کردند. آنها کنشگران سیاسی، مأموران مخفی، و کنشگران ضد شورش از سراسر جهان را برای کمک به او برای رسیدن به پادشاهی به خدمت می‌گرفتند.: ۲۷۸  هزینه ماهیانه پهلوی و همراهانش در دهه ۱۹۸۰ بالغ بر ۲۰۰٬۰۰۰ دلار در ماه تخمین زده شده است. در ۱ اردیبهشت ۱۳۶۵، پهلوی فاش کرد که اخیراً دولت در تبعید را با هدف برقراری مجدد سلطنت مشروطه در ایران تشکیل داده است.
با شروع درگیری‌های حقوقی پهلوی و مباشرش احمدعلی مسعود انصاری در اوایل دهه نود میلادی پهلوی در وضعیت مالی خود تجدیدنظر کرد. او عمارت خود در گریت فالز را به قیمت ۳ میلیون دلار فروخت و به منطقه پتوومک، مریلند نقل مکان کرد. او همچنین بادیگاردهای خود را مرخص کرد.

### دهه ۱۳۸۰–۱۳۹۰
در راستای رویدادهای پس از اعلام نتایج انتخابات ریاست جمهوری دهم، رضا پهلوی از جامعهٔ جهانی خواست تا «از جنبش نافرمانی مدنی مردم ایران» در مقابل حکومت مذهبی این کشور پشتیبانی کنند. در فروردین ماه ۱۳۹۲ او ائتلاف شورای ملی ایران را بنیان‌گذاری و سپس رهبری کرد اما در شهریور ۱۳۹۶ رسماً از سِمت خود به عنوان رهبر شورای ملی کناره‌گیری کرد.

#### شکایت از علی خامنه‌ای به دیوان بین‌المللی کیفری
رضا پهلوی در آذرماه ۱۳۹۰، خواهان محاکمه علی خامنه‌ای، به اتهام ارتکاب «نقض حقوق بشر و جنایت علیه بشریت» در دیوان بین‌المللی کیفری شد. رضا پهلوی، در خردادماه ۱۳۹۱ در سفر به هلند در دیدار با لوئیس‌مورنواوکامپو، دادستان دادگاه بین‌المللی لاهه شکایت خود را از رهبر جمهوری اسلامی ایران به اتهام «جنایت علیه بشریت» به دادگاه بین‌المللی کیفری تسلیم کرد.
در تاریخ ۳ دی ۱۳۹۸، از اروپاییان خواست تا به جای تجارت با حکومت ایران، پرونده کشته‌شدن بیش از ۱۵۰۰ تظاهرکننده در اعتراضات سراسری آبان‌ماه ۱۳۹۸ را به دیوان کیفری بین‌المللی ارجاع دهند.
پهلوی با اذعان به اینکه دیوان بین‌المللی کیفری راساً نمی‌تواند به این شکایت بپردازد بیان کرد که:
 در اصل رسمیت دادن به این شکایت نامه بود بر مبنای یک اصل پانزدهم در پروتکل دادگاه کیفری بین‌المللی که یک شماره رسمی به پرونده تعلق می‌گیرد به عنوان این که این شکایت ثبت و ضبط خواهد شد.

منتها همان‌طور که قبلاً این موضوع را به هم میهنانم توضیح دادم، از آن جایی که ایران اصولاً اساسنامه رم را امضا نکرده است، بدین ترتیب نمی‌توانیم به خود این دادگاه به‌طور مستقیم شاکی شویم.

#### پروژه ققنوس
پهلوی در سال ۱۳۹۷، پروژه ققنوس را که ابتکار او آغاز شده در واشینگتن آمریکا معرفی کرد. مدیر این پروژه، آن را یک اندیشکده علمی و هدف آن را ارائه برنامه‌هایی برای مسایل بنیادین ایران اعلام کرد. این پروژه کنفرانس‌هایی را برگزار کرده است.

#### تحریم انتخابات‌ها
رضا پهلوی در ضرورت تحریم انتخابات مجلس شورای اسلامی (۱۳۹۹–۱۳۹۸) گفت: «رای دادن و شرکت کردن در انتخابات به معنای تبرئه حکومت ایران از همه جنایت‌هایی است که انجام داده، آن هم وقتی به تازگی ۱۵۰۰ نفر از معترضان را در اعتراضات آبان‌ماه کشته است». وی افزود «با تحریم انتخابات به دنیا پیام می‌دهیم که این خیمه‌شب بازی جمهوری اسلامی است». در آن دوره، با ۴۲٫۵٪، کمترین میزان مشارکت مردم در یازده دوره انتخابات مجلس شورای اسلامی رقم خورد.

#### پیمان نوین

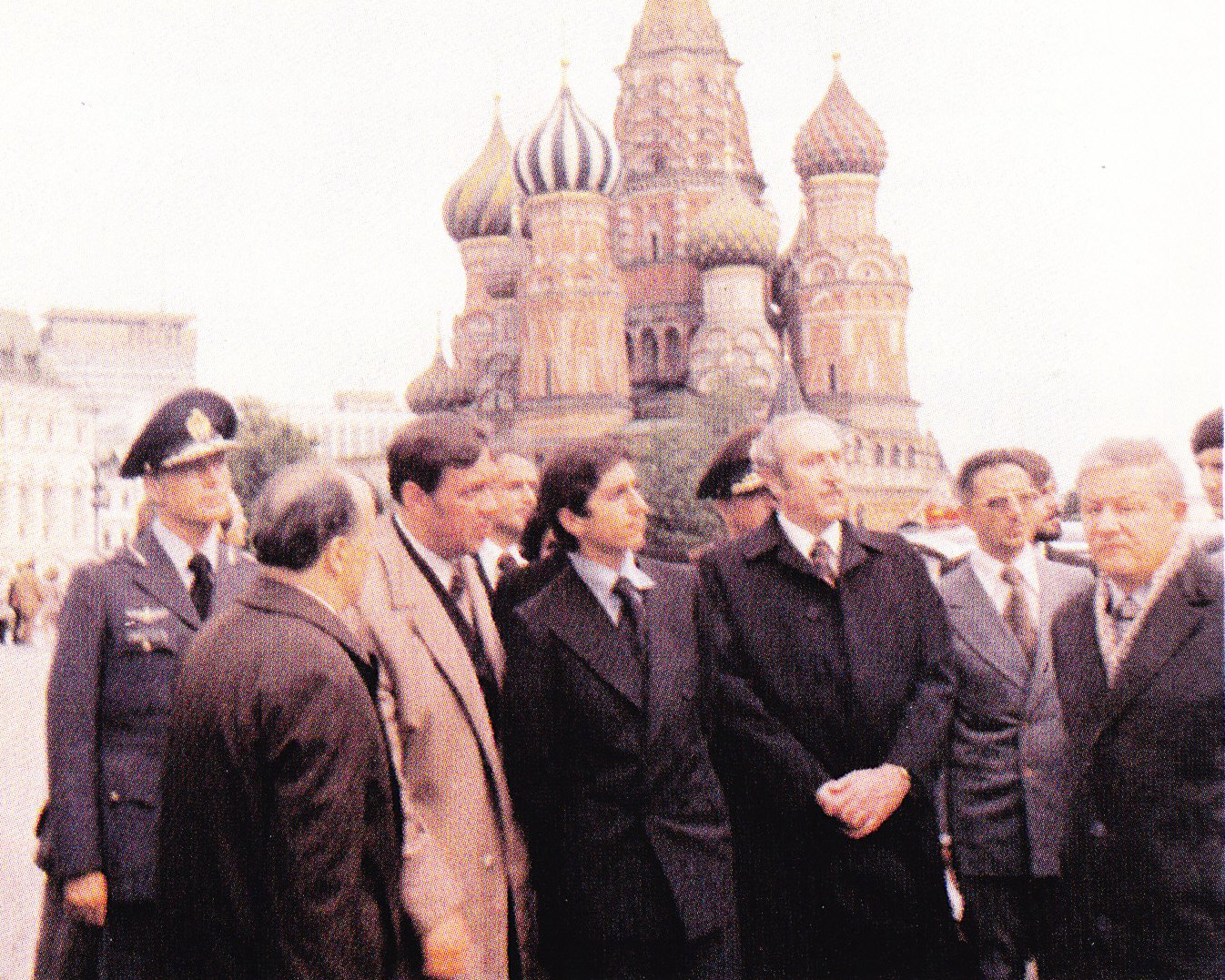
سفر رسمی رضا پهلوی و هیئت همراه به مسکو، در سال ۱۹۷۶

رضا پهلوی در تاریخ ۷ مهر ۱۳۹۹ (۲۸ سپتامبر ۲۰۲۰) در پیامی ویدیویی با عنوان «پیمان نوین» از همه نیروهای سیاسی دموکراسی‌خواه خواست تا با کنار گذاشتن اختلافات برای گذار از جمهوری اسلامی متحد شوند. او گفت «انگیزهٔ من رسیدن به قدرت سیاسی نیست، بلکه تلاش برای برقراری سیستمی است که در آن، قدرت هرگز در انحصار یک فرد یا یک گروه نباشد».
رضا پهلوی از همه مخالفان حکومت خواست اعتصاب‌ها و اعتراض‌ها و نافرمانی‌های مدنی را در نقاط مختلف کشور به هم پیوند بزنند، در واحدهای کار و محلات، حلقه‌های کوچک اعتراض شکل دهند و نافرمانی مدنی را در هر شکل تبلیغ کنند.
او همچنین در بخش دیگری از این پیام نیروهای ارتش را خطاب قرار داد و گفت در شرایطی که حکومت جمهوری اسلامی در حال فروش منابع کشور و شلیک‌کردن مستقیم به روی شهروندان بی‌گناه است، وظیفه آن‌ها دفاع از مردم است. وی خطاب به «بدنه بسیج و سپاه» گفت انتخاب کنید که «طرف مردم می‌ایستید یا با حکومت» خواهید ماند.
در ۳ تیر ۱۴۰۴، در مصاحبه‌ای با ایران اینترنشنال اعلام کرد که پلتفرم دیجیتال جدیدی برای تشویق و حمایت از نیروهای امنیتی و نظامی ایران که قصد دارند از رژیم کنونی جدا شوند و به جنبش آزادی‌خواهانه بپیوندند، ایجاد کرده است. این پلتفرم شامل یک کانال امن برای ارتباطات میان نیروهای نظامی و امنیتی با هدف تسهیل پیوستن آنها به مبارزات علیه رژیم است. او تأکید کرد که نیروهای مخالف رژیم پس از پیوستن به این جنبش، مورد احترام قرار خواهند گرفت و از آن‌ها به عنوان پیشگامان تحول در ایران یاد خواهد شد. این اقدام بخشی از تلاش‌های وسیع‌تر برای تغییر رژیم و برقراری دموکراسی در ایران است.

### دهه ۱۴۰۰: خیزش زن، زندگی، آزادی
در سپتامبر ۲۰۲۲ در پی درگذشت مهسا امینی، اعتراضات گسترده‌ای در سراسر ایران شروع شد و راهپیمایی‌های عظیمی علیه حکومت ایران در شهرهای گوناگون جهان برگزار شد. پهلوی در ۲۰ اکتبر ۲۰۲۲ در یک کنفرانس خبری در واشینگتن دی سی خواستار تشکیل یک «دولت موقت تکثرگرا» و «ایجاد صندوق‌هایی برای پشتیبانی از اعتراضات و اعتصابات و تأمین آزادی ارتباطات» شد. در ژانویه ۲۰۲۳، ژانویه هشتگ #من_وکالت_می‌دهم در حمایت از پهلوی «برای رهبری جنبش» در توئیتر ترند شد و افرادی چون از جمله علی کریمی، حمید فرخ‌نژاد، احمد باطبی، پرستو صالحی و احسان کرمی به آن پیوستند.

#### منشور همبستگی
پنج ماه پس از اعتراض مستمر، در ۱۰ فوریه ۲۰۲۳ هشت تن از چهره‌های گوناگون مخالفان حکومت ایران از جمله رضا پهلوی، در کنار شیرین عبادی، علی کریمی، گلشیفته فراهانی، عبدالله مهتدی، نازنین بنیادی، حامد اسماعیلیون و مسیح علی‌نژاد در دانشگاه جرج‌تاون در واشینگتن دی سی آمریکا در تدارک برای اتحاد گرد هم آمدند و پهلوی به عنوان رهبر ظاهری این جمع بود. پیام این بود که سلطنت طلبان، چپگرایان، راست گرایان و مذهبی‌ها و سکولارها کنار هم قرار گرفته‌اند تا جمهوری اسلامی را سرنگون کنند و چیزی نو به جای آن بگذارند. از این افراد شش تن (به جز فراهانی و کریمی) در ۱۰ مارس آن سال منشور همبستگی و سازماندهی برای آزادی ایران را منتشر کردند. «انزوایِ جهانیِ جمهوری اسلامی» برای ایجاد تغییر در ایران، «ایجاد فشار بین‌المللی بر جمهوری اسلامی برای لغو حکم اعدام و آزاد کردن بی قید و شرط و فوری تمام زندانیان سیاسی»، «رایزنی با دولت‌های دموکراتیک برای اخراج سفرای جمهوری اسلامی و اخراج وابستگانِ جمهوری اسلامی» از جمله خواسته‌های این منشور بود و نویسندگان آن گفته بودند در قدم‌های بعد بر عدالت انتقالی، تشکیل شورای انتقال قدرت و راهکارهای انتقال قدرت به حکومتی دموکراتیک، ملی و سکولار تمرکز خواهند کرد. از چند ساعت پس از انتشار این منشور، هواداران پهلوی آن را در رسانه‌های اجتماعی مورد انتقاداتی چون عدم استفاده از واژه ملت ایران قرار دادند. موضوع خودمختاری منطقه‌ای نیز محل تنش شد، پهلوی و هوادارانش عمیقاً نسبت به پیشنهاد هرگونه تمرکززدایی به نفع اقلیت‌های قومی ایران نظیر کردها ضدیت داشتند. پهلوی سعی کرد کاندیداهایی را به منشور اضافه کند که بر سر آنها اجماعی با دیگر امضا کنندگان به دست نیامد. در اول اردیبهشت (۲۲ آوریل) اسماعیلیون در حمله لفظی شدیدالحنی که پهلوی را هدف قرار می‌داد، اعلام کرد در اعتراض به سعی گروه‌های فشار بر تحمیل مواضع خود به جمع از بیرون، از گروه همبستگی کناره‌گیری می‌کند. بنیادی، مهتدی، عبادی و علی‌نژاد نیز در ۶ اردیبهشت / ۲۶ آوریل ادامه کار در چارچوب این گروه را سخت خواندند. اعلام سفر پهلوی به اسرائیل به تنهایی مؤید پایان این همبستگی بود. در نخستین سالگرد درگذشت مهسا امینی، پهلوی بر تعهد خود بر وحدت اصرار ورزید و ایرانیان را به وحدت و «شروع موج جدیدی از انقلاب ملی ما» فراخواند.

#### سفر به اسرائیل
رضا پهلوی در آوریل ۲۰۲۳ به همراه همسرش یاسمین پهلوی، به اسرائیل سفر کرد و در فرودگاه مورد استقبال مقامات اسرائیلی قرار گرفت. او در این سفر با مقامات ارشد اسرائیلی از جمله بنیامین نتانیاهو نخست‌وزیر و اسحاق هرتسوگ رئیس‌جمهور و با شماری از اسرائیلی‌های ایرانی‌تبار دیدار کرد و در مراسم سالانه یادبود هولوکاست شرکت کرد. دولت اسرائیل در بیانیه ای، رضا پهلوی را «ارشدترین شخصیت ایرانی که تاکنون دیدار عمومی از اسرائیل داشته» خواند. پهلوی ابراز امیدواری کرد ایران و اسرائیل در صورت تغییر رژیم در ایران مشابه دوره پدرش دوباره «شرکای استراتژیک» شوند. پهلوی در این سفر از یک تأسیسات نمک‌زدایی از آب و باغ‌های بهایی حیفا دیدار کرد. او سفر خود را فرصتی برای آوردن «پیام دوستی از مردم ایران» خواند. طرفداران پهلوی دیدار او را تاریخی خواندند و آن را گواهی بر این دانستند که اسرائیل «انقلاب ملی» در ایران را به رسمیت شناخته و رضا پهلوی را «تنها رهبر» آن می‌داند. برخی ایرانیان او را بابت سکوت در خصوص وضعیت فلسطینیان و بازدید از کشوری که تهدید به حمله نظامی به ایران کرده مورد انتقاد قرار دادند.

#### دعوت و بازپس‌گیری دعوت به کنفرانس امنیتی مونیخ ۲۰۲۵
در بهمن ۱۴۰۳، کنفرانس امنیتی مونیخ از رضا پهلوی برای حضور در این رویداد دعوت کرد، اما پس از فشارهای شدید جمهوری اسلامی، این دعوت لغو شد. پس از مدتی، بار دیگر از او برای شرکت در این کنفرانس دعوت به عمل آمد، اما این دعوت نیز مجدداً تحت فشارهای جمهوری اسلامی لغو شد. دولت جمهوری اسلامی که از محبوبیت و تأثیرگذاری رضا پهلوی بیم دارد، دولت آلمان را تحت فشار قرار داد تا این دعوت لغو شود. او این تصمیم را «خیانتی به مردم ایران و ارزش‌های دموکراتیک آلمان» توصیف کرد و اظهار داشت: «دولت آلمان نه تنها صدای مردم ایران را خاموش کرده، بلکه مستقیماً در خدمت جمهوری اسلامی قرار گرفته است».
همزمان، گروهی از ایرانیان در حاشیه کنفرانس امنیتی مونیخ تجمع اعتراضی برگزار کردند. آن‌ها ضمن حمایت از رضا پهلوی، به سیاست‌های مماشات‌گرایانه اتحادیه اروپا، به‌ویژه دولت آلمان، در قبال جمهوری اسلامی اعتراض کردند.

#### نشست «همگرایی مونیخ» در بهمن ۱۴۰۳
نشست همگرایی مونیخ با حضور حامیان و احزاب همسو با رضاپهلوی مثل ایران پادشاهی، رستاخیز ایران‌گرایان، ایرانیان کرد میهن‌پرست، جمعیت جمهوری‌خواهان حامی رضا پهلوی، حزب ایران نوین، سازمان نظم نوین ایرانیان، انجمن آپادانای بریتانیا، جمعیت شیر و خورشید سرخ، انجمن ورزشکاران آزادی‌خواه ایران، انجمن امید هامبورگ، انجمن نیک‌آسا، حزب سکولار دموکرات و جبهه ۷ آبان برگزار شده و وی تأکید نمود که: «هدف ما امروز فقط نجات ایران است و در آینده رسالت ما امکان برگزاری انتخابات آزاد در ایران است».
او با بیان این که «ریزش درون رژیم آغاز شده و باید گسترده‌تر شود»، تأکید کرد: «هدف ما ایجاد تشکیلات جدید نیست، بلکه می‌خواهیم مکانیسمی برای همکاری بین گروه‌های مختلف به وجود آوریم.». او همچنین تأکید کرد: «وظیفه ما در آینده هم این است که در مجلس مؤسسان، یک مسیر دموکراتیک بر مبنای آرای مردم و برخلاف سال ۵۷ را ایجاد کنیم که در آن، به شکلی شفاف تمام گزینه‌های ممکن دربارهٔ محتوا و شکل نهایی نظام جدید ایران مورد بحث قرار گیرد. به‌زودی پروژه مجلس مؤسسان هم به مردم معرفی خواهد شد تا چگونگی برگزاری یک رفراندوم ملی از طریق صندوق رای، برای آینده دموکراتیک و نظام سکولار تبیین شود». وی همچنین تأکید کرد که در این مرحله که «هدف تنها نجات ایران است»، شکل نظام آینده اولویت ندارد و حکومت آینده چه در محتوا و چه در شکل، پس از آزادی و از راه صندوق‌های رای و با اراده مردم ایران تعیین خواهد شد.
در این نشست احزاب حاضر در این نشست توافق اعلام کردند که رضا پهلوی نقش رهبری دوران گذار را برعهده خواهد داشت. در این بیانیه همچنین بر نقش رضا پهلوی به عنوان «رهبر انقلاب ملی و دوران گذار تا زمان انتخاب نخستین مجلس و دولت دموکراتیک از طریق انتخابات آزاد» تأکید شده و آمده است: «بر پایه خواست ملت ایران که در سال‌های اخیر در شعارها و پیام‌های آنها جلوه‌گر شده است ما شاهزاده رضا پهلوی را رهبر انقلاب ملی و دوران گذار تا زمان شکل‌گیری نخستین مجلس ملّی و آغاز به کار دولت دموکراتیک از طریق انتخابات آزاد می‌دانیم و با تمام توان از ایشان در این مسیر پشتیبانی خواهیم کرد».

#### نشست هفدهمین اجلاس جهانی «حقوق بشر و دموکراسی»
رضا پهلوی، در نشست هفدهمین اجلاس جهانی «حقوق بشر و دموکراسی»در تاریخ ۳۰ بهمن ۱۴۰۳، پنج راهبرد کلیدی برای سرنگونی جمهوری اسلامی و بازسازی ایران ارائه داد. این راهبردها شامل: بسیج شبکه‌های مردمی در داخل کشور، اتحاد ایرانیان مقیم خارج، اعمال فشار حداکثری بر دولت‌های گروه ۲۰ برای حمایت از مردم ایران، ایجاد شکاف در ساختار رژیم و تشویق به ریزش و آماده‌سازی برای ثبات سیاسی و برگزاری انتخابات دموکراتیک است. او تأکید کرد که این اقدامات به منظور بازپس‌گیری کشوری است که توسط رژیم غارت شده است.
در خصوص نقش زنان، رضا پهلوی یادآور شد که نخستین اقدام روح‌الله خمینی، لغو قانون حمایت از خانواده بود و از آن زمان، جمهوری اسلامی، جنگ علیه زنان را آغاز کرده است. او تصریح کرد: «بگذارید واضح بگویم؛ زنان ایرانی فقط علیه حجاب اجباری نمی‌جنگند. مبارزه آن‌ها برای یک تکه پارچه نیست: بلکه برای بازپس‌گیری برابری و کشورشان است». او همچنین به شجاعت زنانی مانند فاطمه سپهری، نسرین شاکرمی و ناهید شیرپیشه اشاره کرد که با وجود زندان و آزار، همچنان به مقاومت ادامه می‌دهند.
او به تخریب محیط زیست توسط جمهوری اسلامی نیز پرداخت و به خشک شدن دریاچه ارومیه و رودخانه‌هایی مانند زاینده‌رود اشاره کرد. او گفت: «آلودگی هوا در تهران و اهواز، جزو بدترین‌ها در جهان است. آلودگی اغلب به سطوح سمی می‌رسد و مدارس و کسب‌وکارها را مجبور به تعطیلی می‌کند و کسانی که جرئت می‌کنند صحبت کنند، همچون فعالان محیط زیست، مانند کاووس سیدامامی، زندانی یا کشته می‌شوند». او این اقدامات را جنایتی علیه محیط زیست و مردم ایران دانست.
وی در سخنرانی خود، به بحران‌های اقتصادی و اجتماعی ناشی از عملکرد جمهوری اسلامی اشاره کرد. او با تأکید بر اینکه «در کشوری که باید یکی از ثروتمندترین کشورهای جهان باشد، تعداد رو به رشدی از هموطنان من حتی نمی‌توانند نان بخرند، چه رسد به گوشت»، به وضعیت معیشتی نامناسب مردم پرداخت. همچنین، او با اشاره به بحران انرژی و قطعی‌های مکرر گاز و برق در ایران، اظهار داشت: «کشوری که روی دومین ذخایر بزرگ گاز جهان نشسته، قطعی‌های برق سراسری را تجربه می‌کند. بیماران در بیمارستان‌ها می‌میرند، کسب‌وکارها ورشکسته می‌شوند و خانواده‌ها در تاریکی می‌مانند».
نشست ژنو برای حقوق بشر و دموکراسی توسط ۲۰ نهاد غیردولتی برگزار می‌شود. پیش از این مسیح علینژاد برنده جایزه اهدایی این سازمان شده بود.

#### سخنرانی در کنفرانس سالانه «اقدام سیاسی محافظه‌کاران»
رضا پهلوی به‌عنوان یکی از سخنرانان اصلی کنفرانس سالانه «اقدام سیاسی محافظه‌کاران» (CPAC) دعوت شده است و در کنار دونالد ترامپ، جی‌دی ونس و چند مقام ارشد دولت ایالات متحده سخنرانی خواهد کرد. سخنرانی وی در این کنفرانس در تاریخ ۳ اسفند ۱۴۰۳ برگزار خواهد شد. این کنفرانس که از مهم‌ترین رویدادهای جریان محافظه‌کار در آمریکا محسوب می‌شود، میزبان چهره‌های برجسته راست‌گرای جهان نیز خواهد بود، از جمله جردن باردلا، رهبر حزب اجتماع ملی فرانسه، خاویر میلی، رئیس‌جمهور آرژانتین، و نایجل فاراژ، سیاستمدار بریتانیایی.

#### واکنش پس ازحمله اسراییل به ایران
رضا پهلوی در ۲۵ خرداد ۱۴۰۴ (۱۵ژوئن۲۰۲۵) در مصاحبه ای با بی‌بی‌سی جهانی بیان کرد که جمهوری اسلامی در ضعیف‌ترین موقعیت است و این فرصتی «بی‌سابقه برای سرنگونی رژیم» است. او در این مصاحبه مدعی شد که از داخل کشور، به‌ویژه از سمت نظامی‌ها با وی تماس گرفته می‌شود. وی بیان کرد
 که به اعتقاد او هدف حملات اسرائیل نه «آسیب رساندن به غیرنظامیان ایرانی» بلکه «در اصل خنثی کردن تهدیدهای رژیم» است و در حالی که «رژیم به‌طرز بی‌سابقه‌ای تضعیف شده است و به سوی فروپاشی می‌رود، مردم ایران فرصت دارند خود را آزاد کنند، البته به شرطی که این‌بار جهان بی‌تفاوت نباشد.»
 رضا پهلوی همچنین گفت با تضعیف ساختار قدرت و به‌ویژه حذف مهره‌های کلیدی رژیم» موازنه حکومت و مردم تغییر کرده و «زمان اقدام» فرا رسیده است.
ژوزف اسکات (JOSEPH SCUTTS) نویسنده روزنامه اورشلیم پست مدعی شد که رضا پهلوی بدون هیچ قید و شرطی در این چنگ از اسراییل حمایت کرده و اعلام کرده است که طرفدارانش در سراسر جهان همراه با مردم اسراییل به نفع آنان در تظاهرات شرکت می‌کنند، ادعایی که فرانس ۲۴ نیز در تحلیل خود در خصوص مشارکت طرفداران سلطنت در تظاهرات‌های انجام شده توسط طرفداران سیستم سلطنتی به رهبری رضا پهلوی در همراهی با مردم اسراییل، آن را تأیید کرده است. .
در ۲۸ خرداد ۱۴۰۴, پس از حمله اسراییل به ایران رضا پهلوی در شبکه‌های اجتماعی خود سخنرانی منتشر کرد که در آن خطاب به مردم ایران دربارهٔ آینده ایران پس از سقوط قریب‌الوقوع و حتمی جمهوری اسلامی صحبت کرد. رضا پهلوی اعلام کرد که سقوط جمهوری اسلامی برگشت‌ناپذیر است و تنها یک قیام عمومی برای پایان دادن به «جنگ ۴۶ ساله» رژیم با مردم ایران لازم است. او تأکید کرد که ایران پس از سقوط رژیم وارد جنگ داخلی نخواهد شد و برنامه آماده‌ای برای صد روز نخست و انتقال به حکومت ملی دموکراتیک دارد. پهلوی خطاب به نیروهای امنیتی و انتظامی گفت که خود را فدای رژیم نکنند و به جای آن به مردم بپیوندند، با وعده اینکه می‌توانند در آینده جدید ایران شرکت داشته باشند.
نیویورک تایمز در بررسی رفتار اپوزیسیون در طول این جنگ ضمن پرداختن به افراد و نحله‌های گوناگون ایرانیان سیاسی در خارج از کشور نوشت که رضا پهلوی خود را رهبر دوران گذار ایران معرفی کرده است. اگرچه از دید برخی از افرادی مانند محسن میلانی وی توانایی لازم برای سازماندهی را نداشته و افراد کمی در ایران وقتی او مردم را به تظاهرات فرا می‌خواند، واقعاً به خیابان‌ها می‌آیند. از سوی دیگر اظهارات وی در طول جنگ، از جمله اینکه «هر چیزی که رژیم را تضعیف کند» «مورد استقبال» خواهد بود، حتی در میان برخی از هواداران سلطنت  واکنش منفی برانگیخته است.

پهلوی در مصاحبه با فاکس نیوز با ابراز همدردی با قربانیان، قربانیان غیرنظامی هم در ایران و هم در اسرائیل بیان داشت که 
 این جنگ مردم ایران نیست. این جنگ علی خامنه‌ای است و او به تنهایی و در نهایت مسئول رساندن اوضاع به این مرحله است.

## بیانیه‌ها

### اعتراضات سیستان و بلوچستان
رضا پهلوی در واکنش به اعتراضات سیستان و بلوچستان در بیانیه‌ای نوشت: «سوخت‌بری انتخاب هم‌میهنان بلوچ مظلوم ما در سیستان و بلوچستان نیست، این جمهوری اسلامی است که مردم محروم استان‌های مرزی ایران را به کارهای خطرناکی چون سوختبری و کولبری وادار کرده و خود نیز آنها را به گلوله می‌بندد.» وی همچنین در بیانیهٔ جداگانه‌ای اختلال و قطع اینترنت در استان سیستان و بلوچستان را حربهٔ حکومت برای مخفی‌کردن جنایاتش خواند.

### قتل روح‌الله زم
رضا پهلوی در پیامی به تاریخ ۱۲ دسامبر ۲۰۲۰ (۲۲ آذر ۱۳۹۹) ضمن تسلیت به خانوادهٔ روح‌الله زم، مدیر کانال تلگرامی آمدنیوز او را «بی‌گناه و قربانی رژیم خون‌ریز» دانست و هدف از ربایش و اعدام او را ارعاب دیگر کسانی در درون رژیم دانست که از آن جدا شده یا می‌خواهند جدا شوند.

### قتل نوید افکاری
رضا پهلوی در یادداشتی به تاریخ ۱۳ سپتامبر ۲۰۲۰ (۲۳ شهریور ۱۳۹۹) که در روزنامهٔ وال استریت ژورنال منتشر شد، نوشت: «رژیم با اعدام نوید افکاری یک پیام دقیق به مردم ایران داد: اگر اعتراض کنید، صرف‌نظر از آنکه چه کسی هستید، شما را می‌کشیم.» او در ادامه مقاله نوشت: «در ازای هر نوید افکاری که رژیم می‌گیرد، ده‌ها ایرانی دیگر به تلاش برای آزادی و دموکراسی می‌پیوندند. وقتی که مردم ایران دوباره به خیابان‌ها آمدند تا خواستار پایان جمهوری اسلامی شوند-که قطعاً همین‌طور هم خواهد شد- جهان آزاد باید در کنار آنها بایستد.»

### قرارداد ۲۵ساله ایران و چین
رضا پهلوی در تاریخ ۱۷ تیر ۱۳۹۹ «برنامه ۲۵ ساله همکاری‌های جامع ایران و چین» را «ننگین» و «بی‌اعتبار» توصیف کرد و نتیجهٔ امضاء این سند را «تاراج منابع طبیعی ایران و پذیرش ارتش بیگانه» در خاک کشور دانست. او تأکید کرد: «قرارداد ۲۵ساله با چین، قراردادی از موضع ضعف و خیانتی انکارناپذیر به منافع ملی ایران است.»

### خشونت خانگی و قوانین جمهوری اسلامی
رضا پهلوی در تاریخ ۶ خرداد ۱۳۹۹ در واکنش به قتل رومینا اشرفی به دست پدرش، با انتشار پیامی نوشت: «این جنایت با پشتوانهٔ قوانین واپس‌گرایانهٔ رژیم حاکم بر ایران انجام گرفته است. قوانینی که از خشونت خانگی و قتل ناموسی تا کودک‌آزاری و کودک‌همسری را مجاز می‌شمارد یا تسهیل می‌کند، متعلق به قرن بیست‌ویکم نیست. راه چاره، بازگشت به قوانین عرفی است.»

### سانحه شناور پشتیبان کنارک
رضا پهلوی در تاریخ ۲۳ اردیبهشت ۱۳۹۹ در واکنش به سانحه شناور پشتیبان کنارک به که منجر به مرگ ۱۹ ملوان شد، با انتشار پیامی نوشت: «در چند ماه اخیر، نیروهای مسلح رژیم دو فاجعه را یکی در آسمان و دیگری در دریا رقم زده‌اند که منجر به جان‌باختن ۱۷۶ سرنشین هواپیمای اوکراینی، و دست‌کم ۱۹ نفر از پرسنل نیروی دریایی ارتش در آب‌های ساحلی چابهار شده است.» رضا پهلوی در ادامه پیام خود اضافه کرد: «علت وقوع این فجایع از یک‌سو، و پنهان‌کاری و دروغ‌گویی دربارهٔ آنها از سوی دیگر، نمایانگر عمق بی‌کفایتی و بی‌مسئولیتی رژیم حاکم بر میهن‌مان است.»

### کشته‌شدنقاسم سلیمانی
رضا پهلوی در مورد کشته‌شدن سلیمانی در مصاحبه با روزنامه آلمانی «دی وِلت» گفت که کشته شدن سلیمانی مانند پایان «دارث ویدر» بود! او رویدادهای اخیر پس از کشته شدن سردار قاسم سلیمانی توسط آمریکا را فرصت بزرگی برای ایران ارزیابی کرد و کشته شدن او را یک تسلای خاطر برای ایرانیان دانست.

### انهدام هواپیمای اوکراینی
رضا پهلوی در تاریخ ۲۱ دی ۱۳۹۸ و در واکنش به انهدام هواپیمای اوکراینی از سوی پدافند موشکی سپاه پاسداران، سید علی خامنه‌ای، رهبر جمهوری اسلامی ایران را «مسئول مستقیم» این فاجعه خواند.

### انفجارهای کرمان
رضا پهلوی پس از پذیرفتن مسئولیت انفجارهای کرمان از سوی گروه داعش گفت که «داعش و جمهوری اسلامی دو روی سکه تروریسم بنیادگرایانهٔ اسلامی هستند». او خاطر نشان کرد که «جمهوری اسلامی حتی برای حامیانش نیز ماشین مرگ و فلاکت است» و «راه حل روشن است: پایین کشیدن این رژیم شیطانی؛ بازگرداندن قطار ایران به ریل ترقی و تمدن؛ و تأمین امنیت و آزادی برای همه ایرانیان در سایه حکومت قانون».

### مرگ ابراهیم رئیسی
در پی سانحه سقوط بالگرد ورزقان که به مرگ سید ابراهیم رئیسی منجر شد، رضا پهلوی در بیانیه‌ای با اشاره به شادمانی «ملت ایران و به‌ویژه خانواده‌های قربانیان جمهوری اسلامی» گفت: «شاید تنها افسوس‌شان این است که او سقوط جمهوری اسلامی را ندید و برای جرم و جنایت‌هایش محاکمه نشد.»

### جنگ ایران و اسرائیل
رضا پهلوی رضا رژیم جمهوری اسلامی را متهم می‌کند که جنگ را بر ایران تحمیل کرده و ادعا می‌کند که این جنگ رژیم است، نه جنگ مردم ایران: «به نظرم مردم ایران دیده‌اند که جهان تاکنون بیش از حد صبور بوده و حتی در قالب مذاکرات بارها به این رژیم فرصت داده است تا رفتار منطقی داشته باشد. آنها دیده‌اند که علی خامنه‌ای به دلیل لج‌بازی‌هایش مسئول وضعیت کنونی است. ایران نباید به این نقطه می‌رسید. اما مسئولیت نهایی بر عهده کیست؟ علی خامنه‌ای.»

## دیدگاه‌های سیاسی
«اغلب به من می‌گفتند که در مبارزه برای میهنم راه به جایی نمی‌برم. چون نه تشکیلات و نهادهای یک دولت را دارم و به‌یقین نه بودجه کافی و نه ارتشی. اما اکنون من چنین ارتشی دارم؛ هم‌میهنان فوق‌العاده شجاعم.»

پهلوی در سخنرانی بنیاد ریچارد نیکسون، به تاریخ ۱ آبان ۱۴۰۳ خورشیدی.

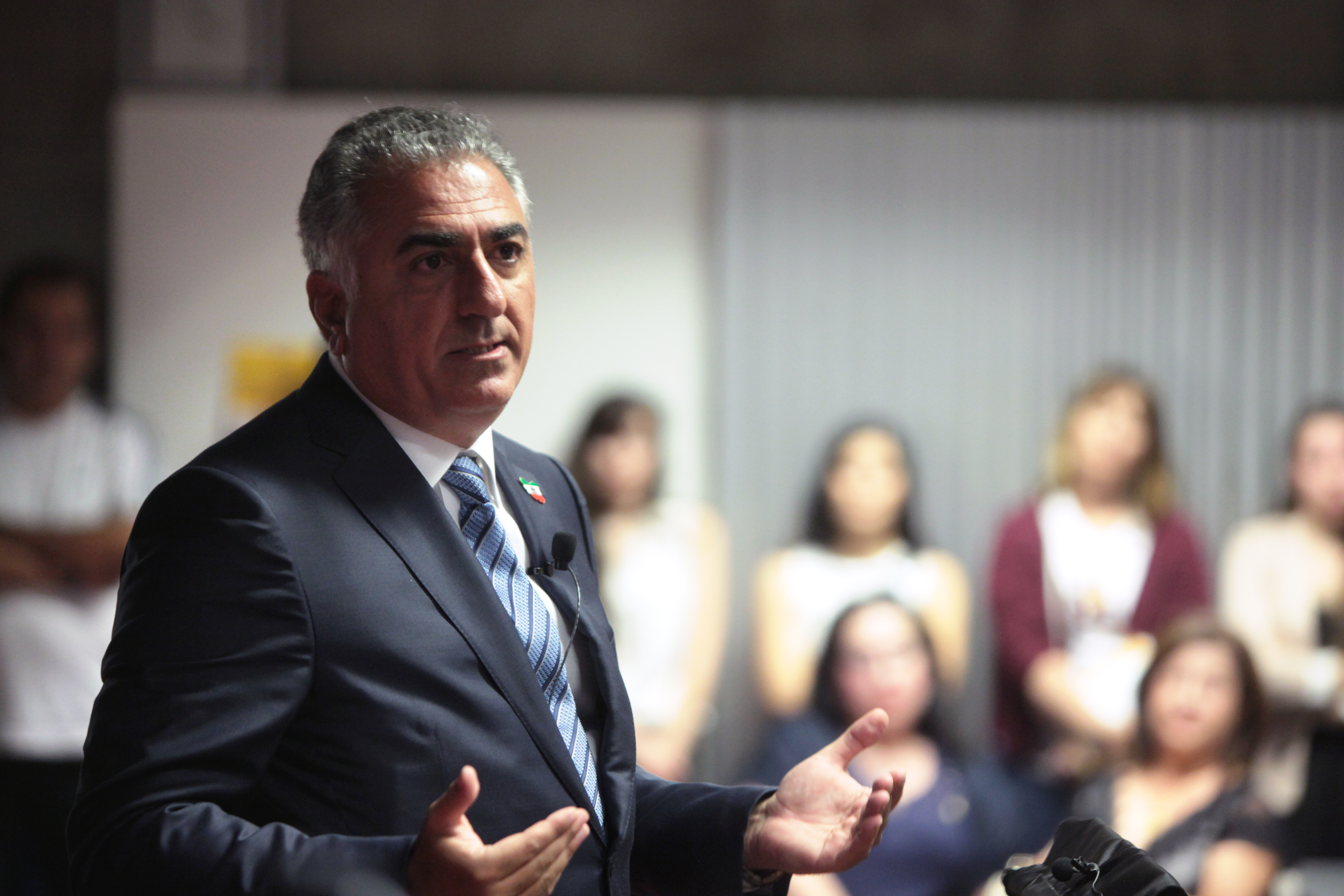
رضا پهلوی در حین سخنرانی در مرکز اندیشه و رهبری سیاسی در دانشگاه ایالتی آریزونا.

به گزارش شبکه خبری ای‌بی‌سی، رضا پهلوی معتقد به تأسیس ایران سکولار، دمکراتیک و لیبرال است. پهلوی اعلام کرده است که قصد دستیابی به نقش رهبری بلندمدت در ایران پس از دوره انتقالی آینده پس از پایان رژیم جمهوری اسلامی را ندارد، و می‌گوید که این انتخاب مردم ایران است که چه شکل حکومتی را ترجیح می‌دهند، چه سلطنت مشروطه و چه جمهوری. پهلوی از برگزاری همه‌پرسی آزاد در ایران حمایت می‌کند که در آن مردم ایران امکان تصمیم‌گیری خواهند داشت. او گفته که پس از انقلاب اسلامی در سال ۱۳۵۷ به این نتیجه رسیده که «جدایی دین از دولت به عنوان اصل بنیادین و پیش‌شرط نظم دمکراتیک» ضروری است. پهلوی در مصاحبه‌ای با بی‌بی‌سی گفت که شخصاً ترجیح می‌دهد ایران جمهوری شود زیرا آن را شایسته‌سالارانه‌تر می‌بیند. بر اساس نظرسنجی گامان از ۱۵۸٬۰۰۰ ایرانی، ۸۰٪ ایرانیان خواهان جایگزینی جمهوری اسلامی با حکومت دمکراتیک هستند. نظرسنجی گامان همچنین نشان داد که رضا پهلوی بالاترین کاندید برای تشکیل شورای همبستگی انتقالی ایران است و بین ۳۲ تا ۴۰ درصد حمایت را در میان ۳۴ کاندید کسب کرده است.
پهلوی از افزایش مدارا در ایران حمایت کرده است و برای تأسیس نهادهای نظارتی و تقویت جامعه مدنی به منظور جلوگیری از تمرکز قدرت در یک گروه استدلال می‌کند. پهلوی را پوستر بوی جنبش دمکراسی در ایران نامیده‌اند. گفته می‌شود پهلوی از چشم‌اندازی دمکراتیک برای ایران دفاع کرده و برای برگزاری انتخابات آزاد به منظور تشکیل مجلس مؤسسان حمایت می‌کند. بر اساس گزارش دانشگاه ناوارا، پهلوی «از تعهد به بازگرداندن سلطنت امتناع کرده است». پهلوی به اعضای پارلمان اروپایی گفته است که ایران پس از فروپاشی رژیم جمهوری اسلامی، متحد اروپا و غرب خواهد بود. او معتقد است که دمکراسی ایرانی باید سکولار و بر پایهٔ حقوق بشر باشد. علاوه بر این، پهلوی به حفظ تمامیت ارضی ایران اعتقاد دارد.
در مصاحبه‌ای با ایران اینترنشنال در ژوئن ۲۰۲۵، رضا پهلوی وعده داد که «انتقال قانونمند» قدرت را تضمین خواهد کرد. او تأکید کرد که با کمک متخصصان عدالت انتقالی، محاکماتی عادلانه برگزار خواهد شد و متهمان از حق دفاع در دادگاه برخوردار خواهند بود. به گفتهٔ او، برخلاف انقلاب ۱۳۵۷، از اعدام‌های فوری جلوگیری می‌شود و روند انتقال قدرت به شکلی متفاوت از آن انقلاب انجام خواهد شد. همچنین وعده داد که «حقوق برابر برای همهٔ ایرانیان—صرف‌نظر از دین، قومیت یا باور—» تضمین خواهد شد.
پهلوی معتقد است که حکومت دورهٔ پدرش را نمی‌توان حکومت توتالیتر دانست و ایرادی که به حکومت در آن دوره وارد می‌داند نبود فضای آزاد سیاسی است، در عین حال می‌گوید که منتقد سرکوب‌ها و محدودیت‌های سیاسی در دوران سلطنت پدرش است.
رضا پهلوی معتقد است که سیاست‌های خارجی نظام جمهوری اسلامی، مسئول «انزوای فعلی ایران» است. رضا پهلوی گفته مخالف هرگونه مداخله و حمله نظامی کشورهای خارجی به ایران است ولی مخالفان نیاز به حمایت خارجی دارند.
او همواره تأکید دارد که «مسئلهٔ اصلی رژیم جمهوری اسلامی است و مادام که این نظام بر سر کار است، مردم ایران فرصت پیشرفت و آزادی را نخواهند یافت». رضا پهلوی معتقد به تغییر حکومت ایران از طریق رأی مردم و همه‌پرسی است و به عقیده وی انتخاب محتوای نظام آینده کشور و نهایتاً شکلش باید به دست مردم ایران و نمایندگان منتخب مردم ایران باشد. او اهداف اصلی خود را رسیدن ایران به یک مردم‌سالاری سکولار پارلمانی و قانون اساسی منطبق بر مبنای اعلامیه جهانی حقوق بشر اعلام کرده است. رضا پهلوی گفته اگر قرار به انتخاب باشد بین جمهوری سکولار و یک سلطنت موروثی، جمهوری را انتخاب می‌کند، اما در صورت انتخاب سلطنت، خواهان یافتن راهی برای انتخابی شدن سلطنت به جای موروثی بودن آن خواهد بود.
او با اشاره به نسل جدید اصلاح‌طلبان گفته است: «آن‌هایی که هنوز به‌دنبال تغییر رفتار این رژیم واپس‌گرا و جنایتکار هستند، همچون پیشینیان‌شان آب در هاون می‌کوبند.»
در تاریخ ۱۸ فوریه ۲۰۱۳، مصاحبه تلویزیون مرکزی چین با پهلوی با واکنش حکومت جمهوری اسلامی روبرو شد. در مصاحبه با این شبکه، پهلوی از «انتخابات آزاد» سخن‌گفت و خواستار تغییر «سیاست‌های قدرت‌های جهان در قبال حکومت جمهوری اسلامی» شد. سفارت ایران در پکن، طی بیانیه‌ای شدیداللحن، آن را «بی‌سابقه، معنا دار و دارای تبعات» و «مداخله آشکار در امور داخلی ایران» خواند.
در خصوص احتمال هرج و مرج در صورت فروپاشی رژیم اسلامی، پهلوی گفت که برخلاف سایر کشورهایی که انتقال پرآشوبی را تجربه کردند، ایران یک تمدن کهن است و گفت: «ما عراق یا افغانستان نیستیم. ما ملتی با هزاران سال وحدت هستیم. اگر حاکمیت قانون و عدالت وجود داشته باشد، هرج و مرجی نخواهد بود.» پهلوی اعلام کرد که جنگ داخلی رخ نخواهد داد.

## میزان نفوذ و محبوبیت در میان ایرانیان
در اعتراضات دی ۱۳۹۶ ایران شعارهایی همچون «ای شاه ایران برگرد به ایران»، «شاه برگرد شاه برگرد شاه برگرد»، «رضاشاه روحت شاد»، «شاهنشاه روحت شاد»، «رضا، رضا پهلوی»، «رضا شاه معذرت معذرت»، «ولیعهد کجایی به داد ما بیایی»، «ایران که شاه نداره حساب و کتاب نداره»، در میان معترضان در شهرهای مختلف به طرفداری از دودمان پهلوی سر داده شد، که تحلیل‌ها نشان می‌دهند محبوبیت خاندان پهلوی و متعاقب آن رضا پهلوی در میان ایرانیان داخل کشور و به ویژه نسل جدید افزایش داشته است.
پس از آن‌که علی خامنه‌ای، رهبر جمهوری اسلامی در نخستین واکنش به اعتراضات آبان ۱۳۹۸ ایران، آن‌ها را از جمله به خانوادهٔ پهلوی نسبت داد، سخنگوی سپاه پاسداران نیز مدعی شد که نسل جوان ایران در مورد دودمان پهلوی «دچار شک و چالش جدی شده است». معترضان در اعتراضات آبان ۱۳۹۸ ایران در شعارهایشان خواستار بازگشت رضا پهلوی به ایران و سقوط جمهوری اسلامی شده بودند.
دیلی تلگراف در مصاحبه‌ای که در تاریخ ۴ اسفند ۱۴۰۳ با پهلوی انجام داد، ادعا حتی منتقدان رضا پهلوی اذعان می‌کنند که او دست‌کم برنامه‌ای برای تغییر اوضاع در ایران دارد و از شهرت عمومی در داخل و خارج از کشور برخوردار است.
در ۲۸ خرداد ۱۴۰۴, در پی وضعیت اضطراری که در ایران ایجاد شده، رضا پهلوی اعلام کرد که سقوط جمهوری اسلامی برگشت‌ناپذیر است و تنها یک قیام عمومی برای پایان دادن به جنگ ۴۶ ساله آن با مردم ایران لازم است. او وعده داد که برنامه آماده‌ای برای انتقال آرام به حکومت ملی دموکراتیک طی صد روز نخست دارد و از نیروهای امنیتی خواست به جای فدا کردن خود برای رژیم در حال سقوط، به مردم بپیوندند. رضا پهلوی رضا رژیم جمهوری اسلامی را متهم می‌کند که جنگ را بر ایران تحمیل کرده و ادعا می‌کند که این جنگ رژیم است، نه جنگ مردم ایران.

### نظرسنجی‌ها
- بر اساس تحقیق سال ۲۰۱۳ یک گروه لابی‌گر به‌نام «اتحادیه روابط عمومی آمریکایی‌های ایرانی‌تبار» از میان جامعهٔ آماری ۸٫۰۰۰ نفر از ایرانیان مقیم آمریکا، ۲۰٪ از افرادی که خود را حامی گروه‌ها و شخصیت‌های اپوزسیون ایران معرفی کرده‌بودند، در این تحقیق خود را حامی رضا پهلوی معرفی کرده بودند.[۱۶۷][۱۶۸]
- بنا بر نظرسنجی «گرایش‌های سیاسی ایرانیان» - که مؤسسه گَمان در خرداد ۱۳۹۷ میلادی مابین ۱۹هزار شرکت‌کننده برگزار کرد - رضا پهلوی با ۳۷٫۹٪ «از بیشترین میزان محبوبیت در جامعه ایران» برخوردار بود.[۱۶۹] نظرسنجی گمان، با استفاده از پلتفرم سِروِی‌مانکی و با روش نمونه‌گیری گلوله‌برفی انجام گرفته‌بود.[۱۷۰]
- همچنین باز بر پایه نتایج نظرسنجی «مؤسسه گمان» در دوره خیزش ۱۴۰۱ ایران رضا پهلوی با ۴۸٫۶٪ بیشترین رأی، و مریم رجوی با ۰٫۸٪ کمترین رأی را دربین ایرانیان داخل کشور برای تشکیل «ائتلاف مخالفان جمهوری اسلامی» به دست آوردند.[۱۷۱][۱۷۲][۱۷۳][۱۷۴][۱۷۵]

## مسایل مالی

### شغل
در سال ۱۹۸۹, واشینگتن پست گزارش کرد پهلوی در مورد منبع درآمدش پاسخ داد که در هفت سال قبل از آن مورد حمایت مالی «خانواده و دوستان» قرار داشته است. در سال ۲۰۱۷, او به آسوشیتد پرس گفت که از سال ۱۹۷۹ «شغل جانبی‌ای» نداشته و منشأ پول او خانواده‌اش و «ایرانیان بسیاری بوده که از جنبش پشتیبانی کرده‌اند.» بنا بر گزارشی در دسامبر ۲۰۱۸ از پلیتیکو، «تصور می‌رود او عمدتاً با آنچه از ثروت خانواده‌اش باقی مانده زندگی می‌کند، و تنها کار تمام وقت او ابراز نظر دربارهٔ ایران است.».

### انصاری در برابر پهلوی
در سال ۱۹۹۰, پهلوی و احمدعلی مسعود انصاری، از دستیاران و مشاوران مالی نزدیکش، شکایاتی را علیه یکدیگر طرح کردند. انصاری که دوست کودکی پهلوی بود و شخصیتی پدرانه برای او داشت، مشاور ارشد و مدیر مالی او بود. : ۲۷۶  انصاری به او گفته بود «اگر نمی‌توانی یک امپراتوری سیاسی داشته باشی، من به تو یک امپراتوری اقتصادی می‌دهم.» ساختار پیچیده امور مالی پهلوی باعث گیج شدن و دلسرد شدن پهلوی نسبت به انصاری شد. سرمایه‌گذاری‌های بی ملاحظه در سرمایه‌گذاری قراردادهای آتی در بحران‌های اقتصادی سال ۱۹۸۷ یکی از بزرگ‌ترین زیان‌ها را به آنها وارد کرد.: ۲۸۱  در پی بحران اقتصادی ۱۹۸۷ پس از این که پهلوی روایت‌های ضد و نقیضی در خصوص دارایی‌هایش شنید شخصاً در سال ۱۹۸۹ به سوئیس رفت و مشاهده کرد در صندوق امانات او در بانک کردیت سوییس اثری از پول‌ها و املاکش نیست، و انصاری را از سمتش برکنار کرد. پهلوی انصاری را به اختلاس مبلغ ۲۴ میلیون دلار متهم کرد در حالی که انصاری مدعی حق حبس ۱٫۷ میلیون دلاری علیه پهلوی شد. در جریان دادرسی، وکیل پهلوی به دادگاه گفت «پهلوی به دلیل الزامات ناشی از مسئولیت‌های سیاسیش و بی تجربگی در مسایل مالی، مجبور بود برای مدیریت منابع مالیش به‌طور کامل به انصاری اعتماد کند. در طول سالیان هیچ‌کس به هیچ وجه جای انصاری به عنوان معتمد پهلوی را نگرفت. متقابلاً، هیچ‌کس به اندازه انصاری در اعتماد پهلوی خیانت نکرد» و انصاری را به جاسوسی" برای نظام جمهوری اسلامی ایران متهم کرد. انصاری این اتهامات را رد و پهلوی را متهم کرد با حیف و میل پولش را بر باد داده است، و اظهار داشت که وفادارانه دستورهایی را اجرا کرده که پهلوی از آنها مطلع بوده است. انصاری برای پرداخت پول وکلایش از جمهوری اسلامی پول دریافت کرد و در تلویزیون ایران ظاهر شد. اسناد پرداخت‌های آنها که در جریان دادگاه ارائه شد نشان داد زندگی آنها از آغاز تا چه میزان با کار سیاسی درآمیخته بوده: خرید شرکت‌های نفتی و سرمایه گذاری در قراردادهای آتی ارز و املاک و استفاده از عواید آن برای خرید همپیمانان برای خود. : ۲۸۱  دادگاه از انصاری خواست حساب کاملی از نحوه مدیریت پولش ارائه دهد، ولی او متهم کرد که اسناد برای پیشگیری از مصادره آنها از بین برده شده‌اند. در سال ۱۹۹۶، دادگاه حکم کرد که انصاری باید ۷٫۳ میلیون دلار به خانواده پهلوی پس بدهد و او را ۲ میلیون دلار دیگر هم جریمه کرد.

## زندگی شخصی
رضا پهلوی همسرش یاسمین اعتماد امینی را نخستین بار در فرودگاه واشینگتن دی.سی. ملاقات کرد. این دو رابطه خود را بین سوییس (که پهلوی در آن زمان آنجا زندگی می‌کرد) و کالیفرنیا (محل زندگی اعتماد امینی) برقرار کردند و یک سال بعد در روز ۲۲ خرداد ۱۳۶۵ (ژوئیهٔ ۱۹۸۶) در شهر گرینویچ ایالت کنتیکت ازدواج کردند. پهلوی هنگام ازدواج ۲۵ ساله و اعتماد امینی ۱۷ ساله و در حال فارغ‌التحصیلی از دبیرستان بود. این دو صاحب سه دختر به نام‌های نور (م. ۱۴ فروردین ۱۳۷۱)، ایمان (م. ۲۱ شهریور ۱۳۷۲) و فرح (م. ۲۷ دی ۱۳۸۲) هستند و در نزدیکی واشینگتن، دی.سی. زندگی می‌کنند.
رضا پهلوی در سال ۲۰۰۴ به عنوان پدرخوانده غیررسمی شاهدخت لوئیز، نوه آلبرت دوم پادشاه وقت بلژیک و فرزند شاهزاده لوئیز بلژیک اعلام شد. جمهوری اسلامی ایران از این تصمیم خانواده سلطنتی بلژیک انتقاد کرد. رضا پهلوی و فرح در مراسم‌های رسمی تشییع‌جنازه مثل انور سادات و ریچارد نیکسون یا مراسم‌های ازدواج خانواده‌های سلطنتی جهان مثل اسپانیا و موناکو حضور داشته‌اند که گاهی اعتراض جمهوری اسلامی ایران را برانگیخته است.
رضا پهلوی به عکاسی علاقمند است. او در مصاحبه‌ای در فروردین ۱۳۹۱ گفت: «اگر زندگی دوباره داشتم، شاید کارگردان سینما می‌شدم.»
پهلوی علاقه شدیدی به بازی و تماشای فوتبال داشت. او هوادار تیم باشگاه فوتبال استقلال تهران بود، که در آن زمان تاج نام داشت و حمایت او حتی از تلویزیون ملی ایران پخش می‌شد. این باشگاه در رژه‌های سالانه به مناسبت تولد او شرکت می‌کرد که این باشگاه را به دولت نزدیک می‌کرد.
در سال ۱۹۸۱، یونایتدپرس اینترنشنال گزارش کرد که پهلوی برای تماشای تنیس در باشگاه نخبگان الجزیره در قاهره حضور می‌یافت و گاهی در باشگاه‌های شبانه در هتل‌های نزدیک نیل دیده می‌شد.
پهلوی پس از نقل مکان به آمریکا، به سرمایه‌گذاری در املاک و مستغلات در شمال ویرجینیا پرداخت. نخستین سرمایه‌گذاری او و مشاورانش در سال ۱۹۸۲ خرید زمین در تایسونز کورنر بود که یک مجتمع مسکونی در آن با طراحی کامران دیبا، پسرعموی مادرش، ساخت.: ۲۷۷ 

رضا پهلوی، در مصاحبه‌ای که در روز جمعه ۵ تیر ماه ۱۳۸۸ با خبرنگار نیویورک تایمز، دِبورا سولومون انجام داد، در پاسخ این پرسش که «دین شما چیست؟» گفت:
این مسئله‌ای خصوصی است اما اگر بر پاسخ من اصرار می‌ورزید، باید بگویم که البته من بر پایه آموزش و اعتقادی راسخ، «مسلمان شیعه» هستم. در واقع خود را انسانی با ایمان و دیندار می‌دانم.

## نگارخانه

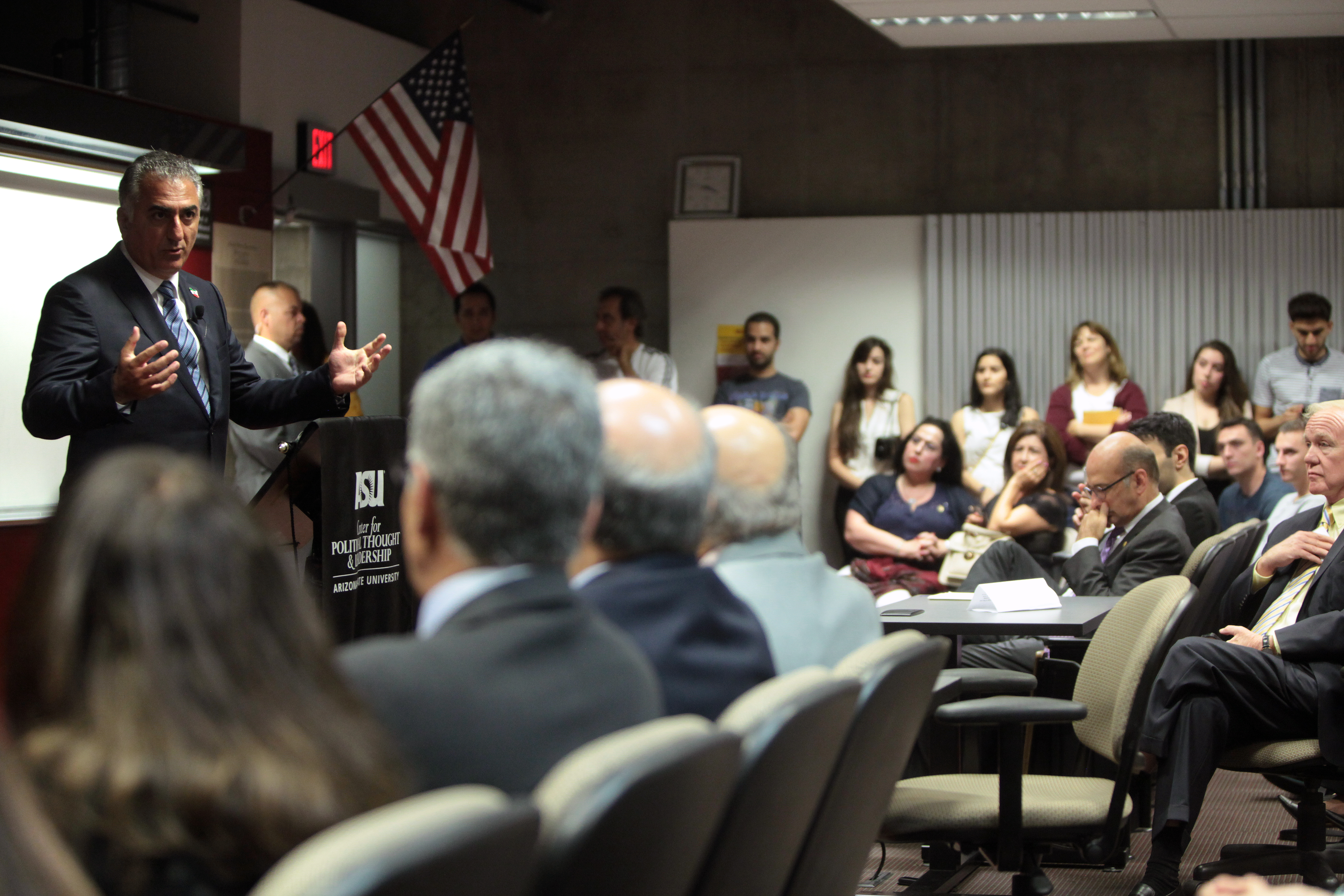
رضا پهلوی در هنگام سخنرانی در مرکز اندیشه و رهبری سیاسی در دانشگاه ایالتی آریزونا
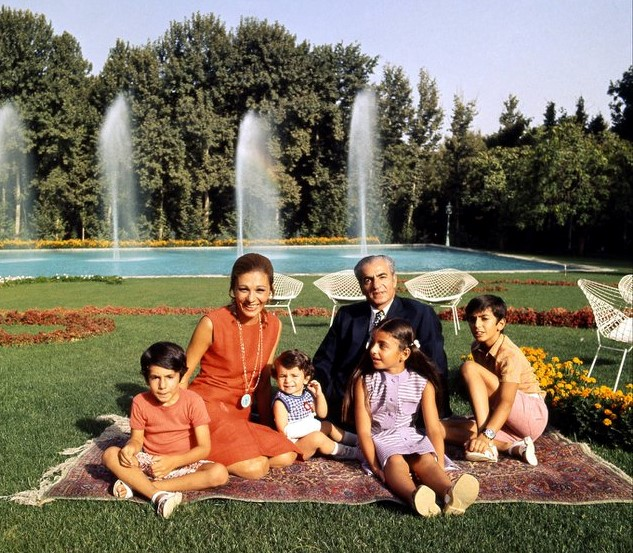
نگاره‌ای از خانواده پهلوی در سال ۱۹۷۳ میلادی
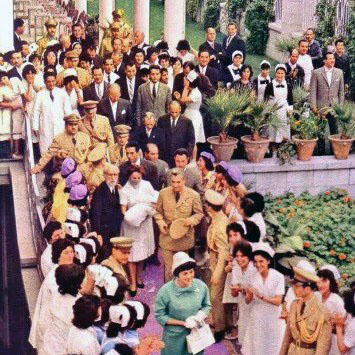
شادمانی پرستاران و کادر درمانی از تولد رضا پهلوی؛ محمدرضا پهلوی و فرح پهلوی موقع ترک زایشگاه دمیدان مولوی تهران؛ ۱۰ آبان ۱۳۳۹
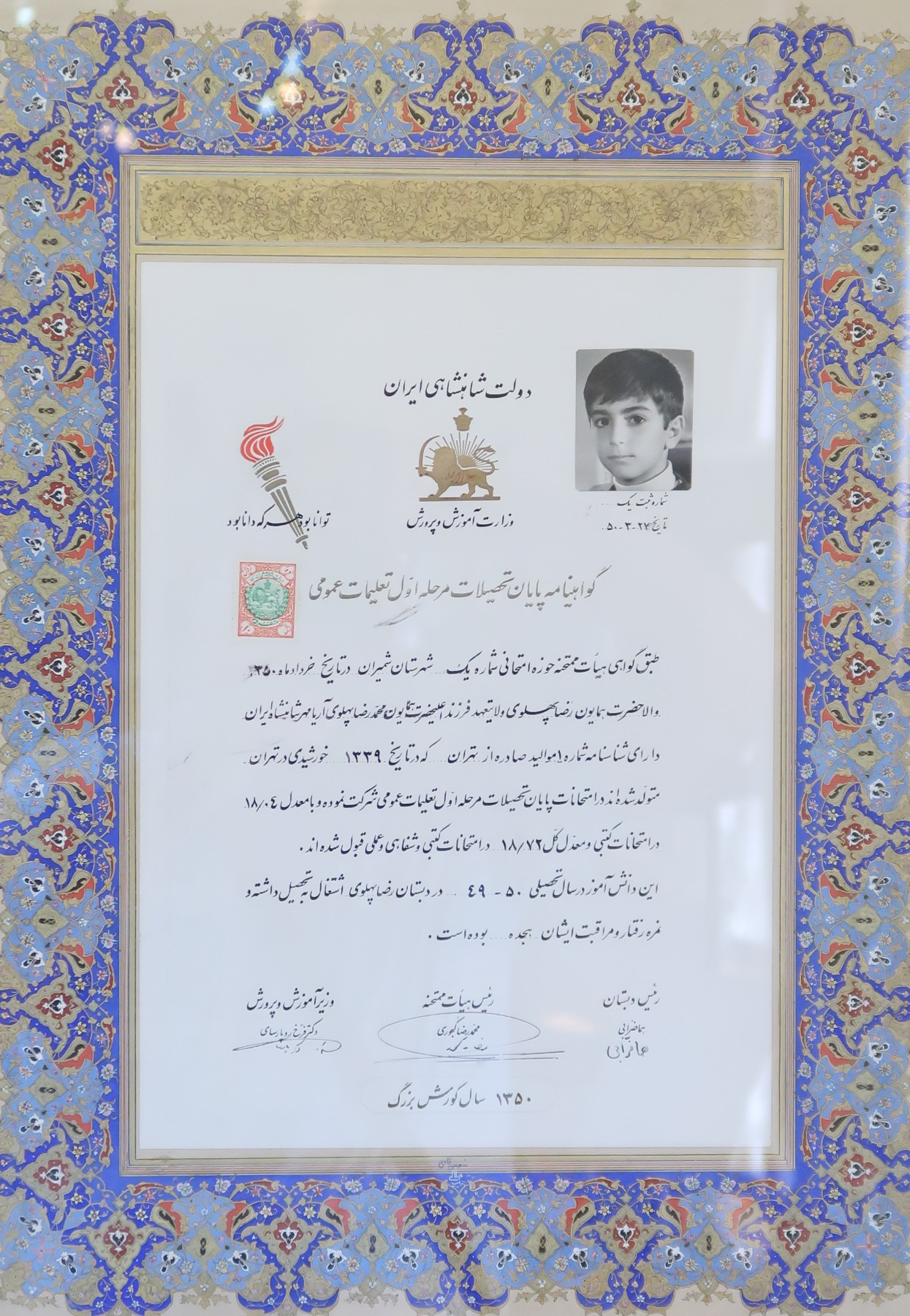
گواهی‌نامه پایان تحصیلات دوره اول تعلیمات عمومی رضا پهلوی؛ کوشک احمدشاهی
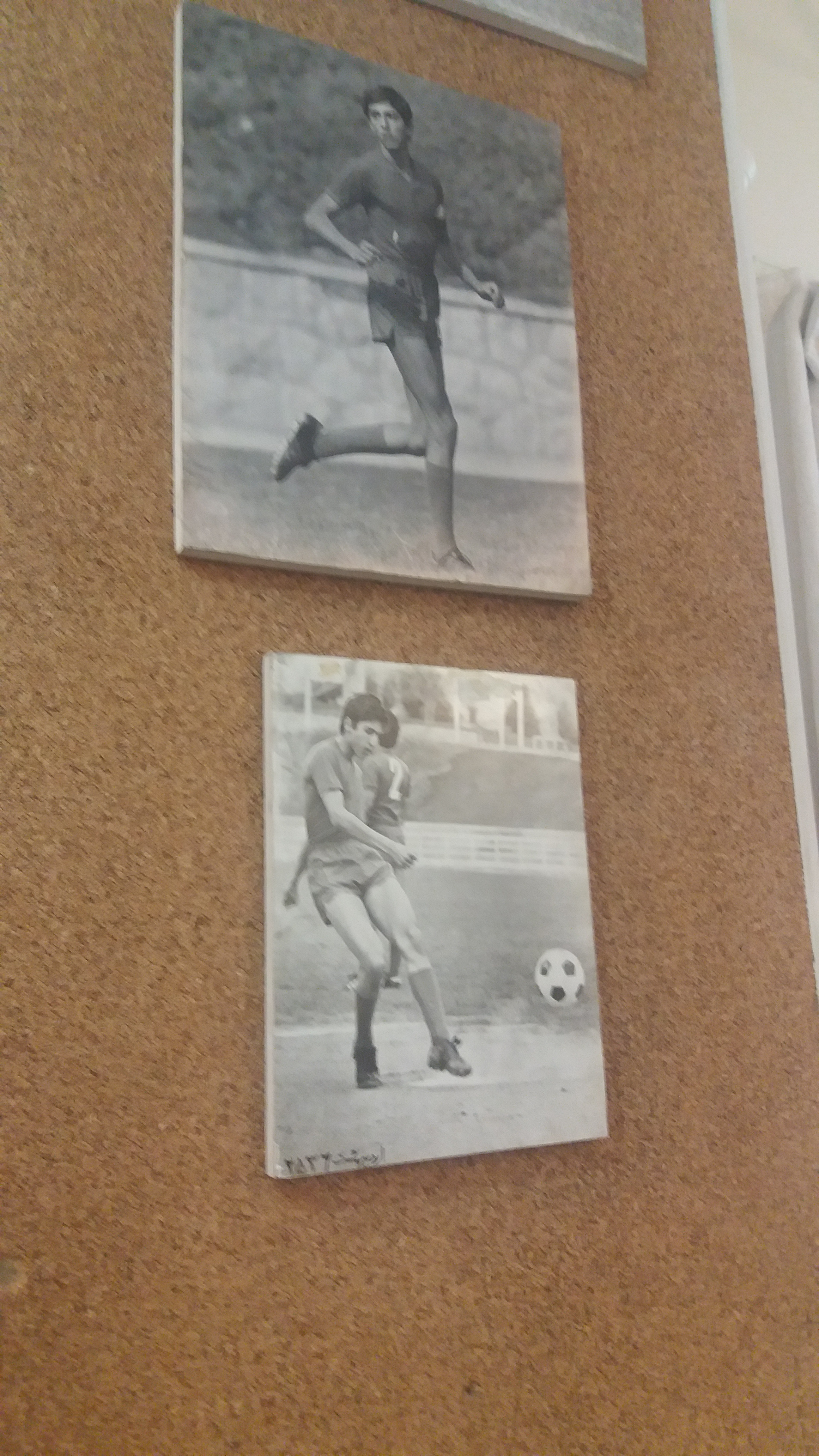
تصاویر فوتبال بازی‌کردن رضا پهلوی؛ کوشک احمدشاهی
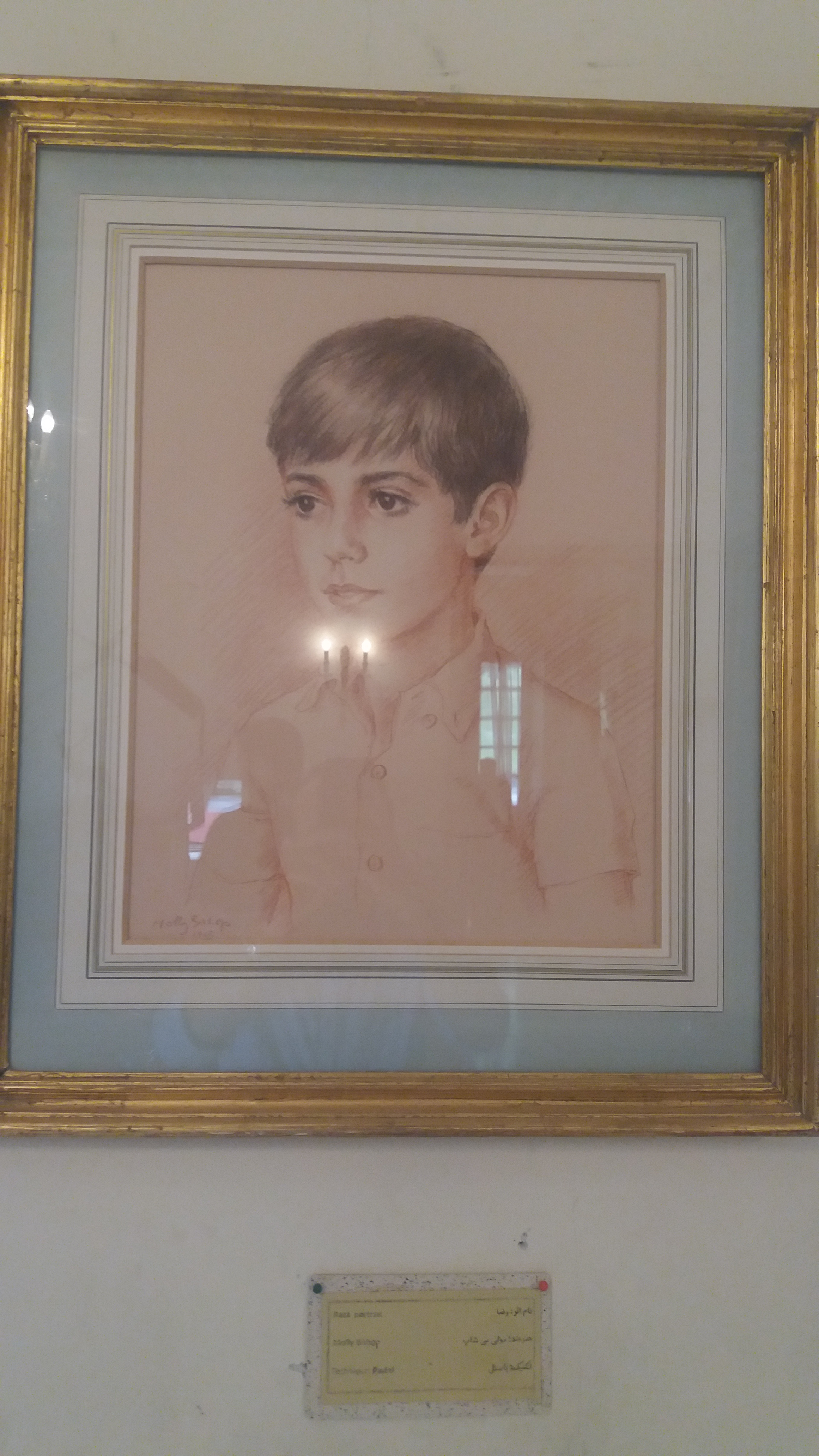
نقاشی خردسالی رضا پهلوی؛ کوشک احمدشاهی

## افتخارات

### ملی
- روبان بزرگ با یقه شوالیه حاکم نشان پهلوی (۴ مهر ۱۳۴۶، ایران)
- مدال تاجگذاری محمدرضا شاه پهلوی (۴ آبان ۱۳۴۶، ایران)
- مدال یادبود جشن‌های ۲۵۰۰ ساله شاهنشاهی ایران (۲۲ مهر ۱۳۵۰، ایران)
- مدال پرسپولیس (۲۳ مهر ۱۳۵۰، ایران)

### خارجی
- شوالیه نشان سلطنتی سرافیم (۲۴ نوامبر ۱۹۷۰، سوئد)
- صلیب شوالیه اعظم نشان شایستگی جمهوری ایتالیا (۱۵ دسامبر ۱۹۷۴، ایتالیا)[۱۹۱]
- یقه نشان ایزابلای کاتولیک (۱۹ آوریل ۱۹۷۵، اسپانیا)[۱۹۲]
- صلیب اعظم لژیون دونور (۱۴ دسامبر ۱۹۷۶، فرانسه)
- ستاره اعظم افتخار خدمت به جمهوری اتریش (۱۹۷۶، اتریش)[۱۹۳]
- نشان اعظم سلطنتی درام (رواندا)[۱۹۴]
- شوالیه نشان محمد (مراکش)

### دیگر تجلیل‌ها
- چهره سال نظرسنجی رادیو فردا (۲۰ مارس ۲۰۱۱)[۱۹۵][۱۹۶]
- دریافت جایزه قهرمان حقوق بشر در مراسم جایزه سالانه بین‌المللی قهرمان ارزش‌های یهودی گالا (۵ مه ۲۰۱۶)[۱۹۷][۱۹۸]
- دریافت کلید شهر بورلی هیلز، کالیفرنیا از سوی شهردار بورلی هیلز، جان ای. میریش و عضو شورای شهر بورلی هیلز، لیلی باس (۲۳ ژانویه ۲۰۱۷)[۱۹۹][۲۰۰]
- دریافت بشقاب یادبود کاخ سنایایتالیا از سوی استفانیا کراکسی، سناتور و رئیس کمیته روابط خارجی مجلس سنای ایتالیا[۲۰۱]
- دریافت جایزه «صراحت کلام» از سوی سازمان جمهوری‌خواه و حامی جامعه ال‌جی‌بی‌تی لاگ کابین ریپابلیکنز (۱۱ نوامبر ۲۰۲۳)[۲۰۲][۲۰۳]
- دریافت جایزه «معمار صلح» از سوی بنیاد ریچارد نیکسون (۲۳ اوت ۲۰۲۴)[۲۰۴][۲۰۵][۲۰۶]